# Muza dalekich podróży
Muza dalekich podróży – powieść historyczno-fantastyczna Teodora Parnickiego wydana w 1970 roku.

## Pomysł
O pomyśle utworu pisał Parnicki w liście do Konstantego Symonolewicza z 14 listopada 1936. Zakładał on, że wbrew prawdzie historycznej władzę wojskową i cywilną nad powstaniem obejmuje generał Prądzyński. Klęski wojsk rosyjskich skłaniają niedobitki dekabrystów do wzniecenia powstania w Rosji, w wyniku którego upada władza Mikołaja I. Konstytucyjno-liberalna Rosja uznaje niepodległość Polski i wspólnie występuje przeciw porządkowi Metternicha w Europie. Pisarz stawia zagadnienia związane z takim zawiązaniem akcji: czy chwilowe współdziałanie obydwu krajów zatrze trwające wiele wieków konflikty? Jak potoczą się losy polskich poetów romantycznych i mesjanizmu, gdy zamiast martyrologii nastąpiło odrodzenie? W powieści Mickiewicz odwiedzałby po raz drugi Rosję w związku ze śmiercią Puszkina, Słowacki żyłby na Zachodzie i nigdy nie pojechał do Ziemi Świętej, itd.

## Alegoria
Bohaterem Muzy dalekich podróży jest skromny garncarz Ochrolub, który wyrabia wazy ozdabiane malowanym ornamentem. Wazy te mają nazwy, które są tytułami książek Parnickiego. Opowieść o pracy Ochroluba przy wytwarzaniu waz, a zwłaszcza ich malowaniu jest szczegółowo obmyśloną alegorią własnej pracy twórczej, w której każdy szczegół ma swe symboliczne znaczenie. Parnicki wprowadza też drugą alegorię związaną z podrożą statkiem.

## Autobiografia
Najważniejszym tematem powieści jest autobiografia autora tym razem potraktowana szeroko, obejmująca fakty z prawie całego życia od najwcześniejszych wspomnień z Berlina do powrotu z Meksyku do Polski. Najwięcej miejsca poświęca autor pamiętnemu zdarzeniu na stacyjce Asziche, gdzie określił się jako Polak i temu co nastąpiło potem: pobytowi Teodora-Ochroluba w gimnazjum w Harbinie, powrotowi do Polski, studiom we Lwowie. Do najdramatyczniejszych fragmentów należy opis podróży koleją transsyberyjską z Harbina przez Moskwę do Lwowa. Na wspomnienie tej podróży nakłada się marzenie, o tym jak by to było, gdyby ojciec żył jeszcze i przyjechał na granicę chińsko-rosyjską spotkać się z synem. Liczne fragmenty autobiografii są poświęcone psychoanalizie. Parnicki próbuje ustalić genezę swych obsesji, powracających natrętnie obrazów.
Powieść jest też kolejnym tomem apokryfu rodzinnego. Podejmuje, w ślad za Tożsamością, opowieść o dziadku Auguście Parnitzkim: jego latach młodzieńczych, nieudanych studiach w seminarium, zakończonych wydaleniem za działalność rewolucyjną, wędrówce (być może przez Lwów) na studia politechniczne w Berlinie. Fragmenty rodzinnej historii przeplatają się z wątkami powieści o Samonie, wodzu Słowian z VII wieku. Jest to najnowsza waza nad którą pracuje Ochrolub. Nie wiadomo tylko czy ją ukończy, bo brak mu rzymskiej ochry.

## A mogło było być tak właśnie
Bardzo ważną rolę w utworze odgrywa też inna powieść, zatytułowana Mogło było być tak właśnie, zamierzona jako utwór o Juliuszu Słowackim w alternatywnej wersji historii, w której powstanie listopadowe nie zakończyło się klęską, bo generał Prądzyński zdołał zmusić cara do ugody, w wyniku której powstało niepodległe królestwo. Jego ambasadorem w Petersburgu jest Zygmunt Krasiński, który pisze świetne powieści historyczne. Adam Mickiewicz porzucił literaturę i został ministrem oświaty i wyznań, ale faktycznie sprawuje funkcję premiera, mając do pomocy świetną tajną policję. Tylko Słowacki pozostał na emigracji w Meksyku. Powróci jednak do kraju i napisze Króla-Ducha. Wątek Słowackiego jest jeszcze jedną wersji biografii Parnickiego. Dzieje popowstaniowego królestwa, do którego przyjeżdża Słowacki pełne są satyrycznych aluzji do współczesnej Polski, podobnie jak to było w wizji z Wylęgarni dziwów.
Nieustanne przenikanie się tego co fantastyczne z tym co zaistniało dokonuje się nie tylko na poziomie aluzji politycznych i obyczajowych. Pisarz bawi się także prawdopodobieństwem losów swych bohaterów. Obdarzeni przez autora innym życiem, zastanawiają się nad tym, co by było, gdyby ich życie potoczyło się inaczej. I odrzucają wariant, który się zdarzył. Dzieje królestwa polskiego zamykają się po kilku latach utratą niepodległości. Historia wraca do swego głównego nurtu.
Utwór ten uznany jest za rzadki (być może jedyny) przypadek historii alternatywnej okresu PRL-u. Mimo wątków fantastycznych, powieść nie jest zwykle zaliczana do fantastyki, i jest w większości nie znana w środowisku (fandomie) polskiej fantastyki.

## Bohaterowie
|    | Rozdział I            | Rozdział II    | Rozdział III             | Rozdział IV       | Rozdział V               |
| -- | --------------------- | -------------- | ------------------------ | ----------------- | ------------------------ |
| 1. | Ekscelencja           | Teodor I       |                          |                   | Namiestnik Galicji       |
| 2. | Doktor Ant            |                | Ojciec Samona            |                   | Doktor Antoniewicz       |
| 3. | Mecenas Okt(iabrskij) | Jonasz mnich   | Bruno – ojciec Ochroluba |                   |                          |
| 4. | Naczelnik Sicca       | Sykariusz      |                          |                   |                          |
| 5. | Samon – pisarz        | Samon – władca | Samon – władca           | Samon             | Samon                    |
| 6. | klauzula uzup.        | Ochrolub       | Ochrolub                 | Ochrolub          | Ochrolub                 |
| 7. |                       | Burgund        | Rotmistrz Burgund        | Rotmistrz Burgund | Bruno - ojciec Ochroluba |

|    | Rozdział I                | Rozdział II   | Rozdział III          | Rozdział IV | Rozdział V |
| -- | ------------------------- | ------------- | --------------------- | ----------- | ---------- |
| 8. | Ro – rewizor              | Ro – rewizor  | Ro – rewizor          | Bp Wysocki  | Arbiter    |
| 9. | Zoe Kiedrzyńska (Quirina) | Zoe – Syryjka | Muza dalekich podrózy | Irena       |            |

|     | Rozdział I  | Rozdział II                                   | Rozdział III                                  | Rozdział IV                     | Rozdział V |
| --- | ----------- | --------------------------------------------- | --------------------------------------------- | ------------------------------- | ---------- |
| 10. | Protokolant | Rtęć (powieściopisarstwo fantastyczne)        | Rtęć (powieściopisarstwo fantastyczne)        | Mickiewicz, Małecki             |            |
| 11. | Protokolant | Srebro (powieściopisarstwo historyczne)       | Srebro (powieściopisarstwo historyczne)       | Car Mikołaj, Małecki, Krasiński |            |
| 12. | Protokolant | Mosiądz (powieściopisarstwo autobiograficzne) | Mosiądz (powieściopisarstwo autobiograficzne) |                                 |            |
| 13. | Protokolant | Platyna (powieściopisarstwo metafizyczne)     | Platyna (powieściopisarstwo metafizyczne)     | Krasiński                       |            |

## Treść

### Rozdział pierwszy - Zawiązanie
1. Mecenas przyjmuje propozycję ekscelencji. Ma doprowadzić do wszczęcia procesu  przeciw pisarzowi, nazwanemu Samonem i podjąć się jego obrony. Samon jest autorem fragmentów utworu A mogło było być tak właśnie, zadedykowanego pani Zet Ku. Ekscelencja uratował tę kobietę z opresji podczas jednej z jej podróży, oddając jej osobliwą przysługę. Teraz martwi się odkryciem, że ma ona inny kolor oczu na fotografii niż w rzeczywistości. Ekscelencja chce, aby mecenas wygrał proces. Oczekuje, że niedogodności sprawy zniechęcą Samona do kontynuowania pracy nad utworem. Zdaniem ekscelencji może on spowodować nieodwracalne szkody. W zamian za przysługę podpowiada mecenasowi, jak mógłby zdobyć pieniądze na pokrycie zdefraudowanej kwoty 185 782 jednostek pieniężnych.

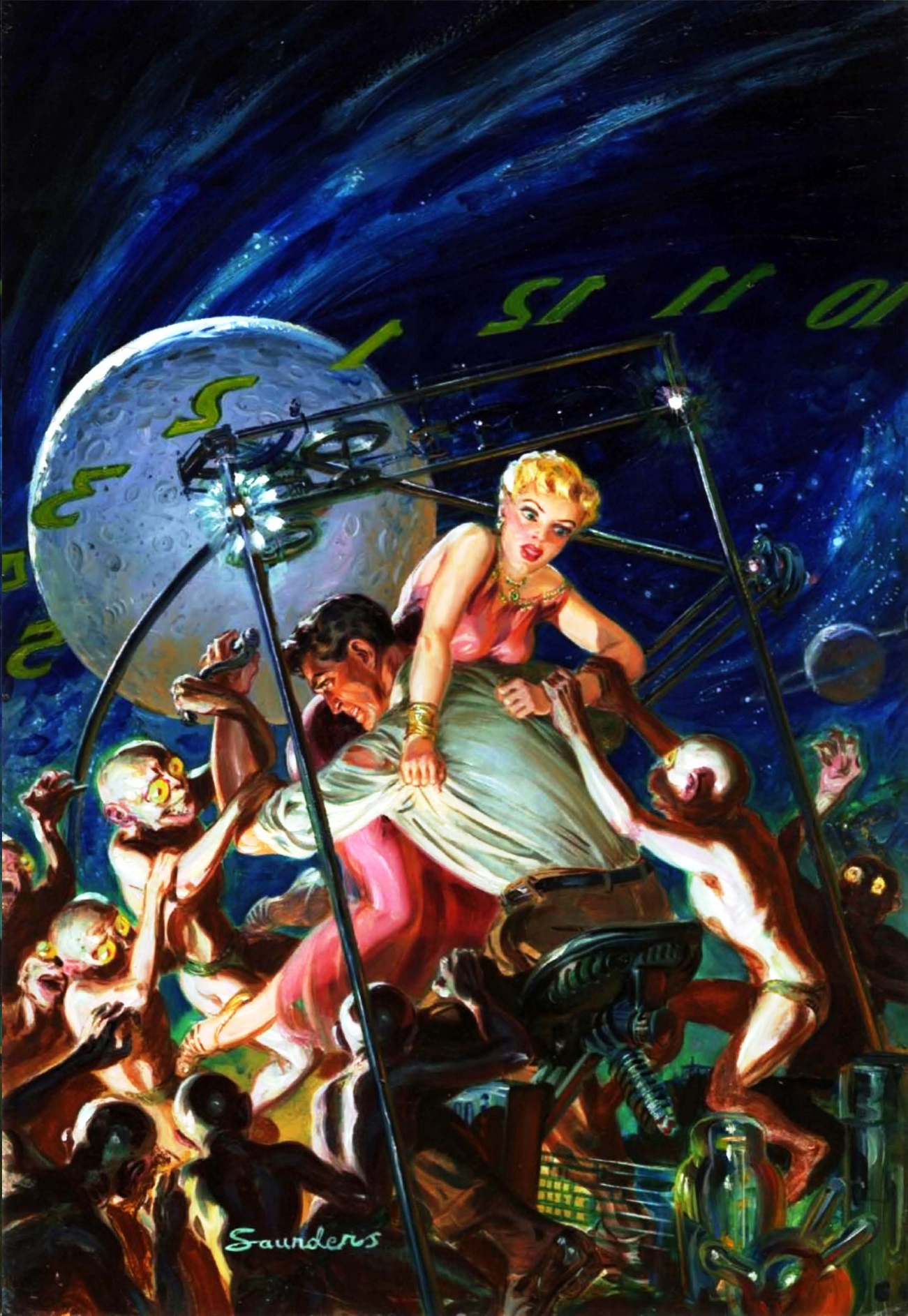
Wehikuł czasu

2. Mecenas rozmawia z doktorem psychosocjologii, który chce wykazać podczas procesu, że Samon cierpi na rozdwojenie jaźni w pracy pisarskiej i w ten sposób zablokować jego dalszą twórczość. Wie, że mecenas zgodził się wytoczyć sprawę, ponieważ zdefraudował pieniądze, by pomóc pani Zet Ku kupić wellsowski wehikuł czasu. Pani Zet Ku dysponuje od czasu transakcji, zmieniającymi barwę oczu soczewkami kontaktowymi, których nie można nabyć w ich świecie. Dzwoniąc do swej sekretarki, Rtęci, doktor dowiaduje się, że wraz z towarzyszami z Palca zagrożenia: Mosiądzem, Srebrem i Platyną postanowiła ona wznowić spór z pisarzem Ro. Doktor jest zdecydowany bronić fabuły Muzy przed rebeliantami. Musi się jednak dowiedzieć więcej o sobie. Domyśla się jedynie, że jest obywatelem cesarsko-królewskiej Galicji. Mecenas Okt ma porozmawiać o tym z Roem.
3. Tymczasem Ro przekazuje mecenasowi Okt fragment zapisu rozmowy mecenasa z panią Zet Ku. Okt dowiaduje się z niej, że Samona oskarża się o działalność antypaństwową lub szarganie polskich świętości narodowych, w zależności od tego czy państwo polskie już istnieje czy jeszcze nie. Dowiaduje się też że zażądał od pani Zet Ku, by zniknęła z fabuły powieści, zanim wykorzysta ją w procesie przeciw Samonowi prokurator. Jego rozmówczyni oświadcza, że celowo odwlekała rozmowę z nim, żeby się najpierw rozmówić z ekscelencją, doktorem z pierwszego podrozdziału.
4. Zet Ku rozmawia z ekscelencją. W trakcie rozmowy ujawnia, że mecenas nosi nazwisko Oktiabrskij (sam mecenas wyjawi potem, że nazwisko jest przybrane, że na imię ma Jonasz i pochodzi z Corku w Irlandii). Zet Ku namawia ekscelencję do buntu przeciw władzy, która uniemożliwia im poznanie gdzie są i kiedy. Ekscelencja jest przekonany, że jest co najmniej zastępcą namiestnika Galicji na przełomie XIX i XX wieku. Oskarża Zet Ku o działalność antypaństwową, polegającą na głoszeniu, że Damaszek powinien należeć do Rzymu (prawdopodobnie trzeciego, czyli Moskwy). W związku z tym zaprasza do rozmowy, która przekształca się w śledztwo, naczelnika kontrwywiadu Joachima Siccę (który twierdzi, że nazywa się Siciński lub Sykomorowicz). Towarzyszy mu protokolant. W trakcie śledztwa zjawiają się mecenas i psychosocjolog, doktor Ant. Wielowątkowa rozmowa obecnych dotyczy możliwości ustalenia czy pani Zet Ku i Samon mogą być oskarżeni o działalność antypaństwową, skoro nie wiadomo w jakim państwie rozmawiający się znajdują. Przy okazji doktor Ant wyjaśnia, że Samon jest pseudonimem autora pochodzącym najprawdopodobniej od słowiańskiego imienia Samosław lub Samochwał. Zjawia się nowa postać, która ujawnia, że pani Zet Ku nazywa się Zoe Kiedrzyńska, oryginalnie Quirina. Nową postacią jest klauzula uzupełniająca do listu skierowanego do mecenasa, zabraniająca ujawniania szeregu informacji. Bohaterowie dyskutują czy klauzula jest osobą. Pojawia się Samon, którego Sicca chce przesłuchać w charakterze świadka. Napotyka na przeszkody ze strony klauzuli uzupełniającej, Oktiabrskiego i ekscelencji. Rezygnuje z funkcji śledczego i decyduje się zostać detektywem. Klauzula zapowiada, że będzie nim w merowińskiej Galii na przełomie VI i VII wieku pod imieniem Sykariusza.
5. Sykariusz (naczelnik Sicca) wyjawia w rozmowie z klauzulą, że wie, iż jest on czeladnikiem u autora powieści i jakoby współautorem powieści Zabij Kleopatrę. Domaga się pozostawienia go w dotychczasowej roli, bądź przeniesienia wraz z nim innych. Klauzula przekonuje go, że jego rola w XIX/XX wieku jest już skończona, i że lepiej jest być historycznym Sykariuszem, wspominanym przez Fredegara, niż pozahistorycznym Joachimem Siccą. Nie wyklucza też przeniesienia do Galii innych postaci. Zjawia się Ro, rewizor postępów powieści z ramienia czeladnikowego majstra. Potwierdza, że bohaterowie zostaną przeniesieni w czasy przełomu VI i VII wieku. Ekscelencja jako papież Teodor I, będzie czytał dzieło mnicha Jonasza (mec. Oktiabrskiego) z klasztoru w Bobbio o życiu i cudach świętego Kolumbana. Mnich kronikarz, a i mitoman, będzie opisywał cud przywrócenia przez Kolumbana wzroku ociemniałemu, w podzięce za to, że jego żona Zoe (Quirina) poczęstowała go i jego towarzyszy chlebem. Podczas lektury przyjdzie do papieża list z północy, od Samona, który był świadkiem tego zdarzenia. Sykariusz będzie, jak wynika z kroniki Fredegara, walczył z Samonem, a doktor Ant – ma być Antiochią.

### Rozdział drugi - Wokół Samona. Wiek VII

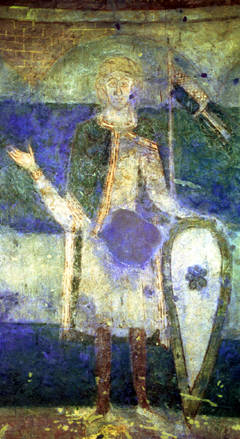
Wizerunek Samona w Rotundzie św. Katarzyny.

1. W roku 642 Ro i protokolant, który w VII wieku musi stać się kopistą, pochylają się nad listem Samona. Autor listu zwraca uwagę, że  był przed trzydziestoma dwoma laty w Galii świadkiem fałszywego cudu uzdrowienia ślepego męża Syryjki, Zoe, przez mnicha Kolumbana, który to cud obecnie rozgłasza hagiograf Jonasz. Samon domaga się powstrzymania go. Informuje też papieża, że będzie zmuszony na wiosnę przejść na wiarę swego ludu – Wenedów, by umocnić swą pozycję władcy. Potrzeba bowiem, by inni byli przekonani, że jego państwo jest rządzone mocną ręką. Kopista domyśla się, że Samon chce o tym przekonać papieża. Teodor włącza się do rozmowy i wyjaśnia, że Samon napisał list, by mu dopiec. Samon potwierdza, że jest to jego zemsta za to, że o potrzebie przyjęcia przezeń wiary chrześcijańskiej papież zawiadomił go nie przez posła, lecz listownie. Do urojonej rozmowy włącza się Zoe z pytaniem czy w tej konkretnej sytuacji po czasie siania, nadszedł już czas zbierania, bo może się okazać, że zacząwszy ten wątek autor go nie skończy. Ro oświadcza, że z ramienia majstra pomaga czeladnikowi – autorowi powieści – w kontynuacji Nowej baśni. Zoe żąda ujawnienia majstra.
2. W trakcie urojonej rozmowy Teodora z Samonem okazuje się, że Samo studiował w Hispali u św. Izydora, że jego ojciec był dostawcą króla Chilperyka Merowinga, a dziad jego dziada miał za cesarza Anastazjusza wyłączność na import do Galii papirusu oraz że miłością do Wenedów czyli Słowian natchnął go papież Teodor, tak skutecznie, że zorganizował ich w państwo. Kopista proponuje Roemu wycofanie się z akcji powieści, z uwagi na mnożące się anachronizmy. Ro jednak odmawia, chce rozwijać eksperyment powrotu przez czeladnika do pisania powieści historycznych. Kopista zarzuca powieści, że zbyt łatwo przechodzi do porządku nad hipotezą, że syryjsko-bizantyńskie pochodzenie Teodora czyni go odpowiedzialnym za skierowanie Samona do Wenedów w celu wywołania tam powstania przeciw Awarom, którzy w przymierzu z Persami zagrażali Bizancjum. Uważa że należałoby sięgnąć w tej sprawie po źródła rzymskie. Ro wyjaśnia, że majster znalazł dla czeladnika bardzo hojnego klienta zwącego się Irena, Ireneusz lub klub Ireneum. Czeladnik, nazwany teraz Ochrolubem, wytwórcą waz, poprosił go o przywiezienie mu ochry rzymskiej, po którą on nie mógł się wybrać. Pracownicy klienta nie przywieźli jej jednak, a Ochrolub stara się dostarczyć wykonywaną przez siebie wazę w terminie. W następnym podrozdziale, zwanym tu kolejnym przedsionkiem świątyni, kopista ma się rozmówić z pracującym dla Ireneum, Burgundem.
3. Burgund, który jest specjalistą Ireneum w dziedzinie sztuki uprawianej przez Ochroluba, nie przywiózł ochry gdyż uważał, że artysta jej nie potrzebuje. Kopista jest zdania, że mogłaby ona wyjaśnić czy rodzina Samona nie zmieniła stanu kupieckiego na rycerski i czy Samon został władcą Wenedów pod urokiem podesłanej mu Syryjki, która go ku nim pchnęła, czy raczej uciekając przed zemstą rodową. Burgund zaprzecza. Praca Ochroluba zostanie przez Ireneusza odebrana, ale wątpliwe, by był on nią uszczęśliwiony. Pokaźny rozgłos zdobyły sobie bowiem tylko cztery wczesne utwory Ochroluba. Kolejne nie powstałyby, gdyby majster nie zalecił Ireneum ich kupować. Ireneum nie wie kim jest majster. Nie wie i Ro, który proponuje, by zapytać o to Ochroluba. Ten zgadza się ujawnić tożsamość majstra po przegłosowaniu tej kwestii przez zebranie. W kwestiach technicznych do rozmowy włączają się pozostali bohaterowie. Zostaje ustalone, że obrady otworzy Zoe Quirina. Zebrani pragną kontynuować sąd nad pisarzem z Palca zagrożenia i Tożsamości. Kopista rozumie dlaczego ochra nie była potrzebna.
4.  Ochrolub postanawia wykorzystać zebranie do własnych celów i ogłasza swoje bankructwo jako pisarza. Mecenas protestuje. Zoe wyznacza go negocjatorem w rozmowach z autorem.  Oktiabrskij przekonuje pisarza, że, jak Kolumb, nie ma odwrotu w razie niepowodzenia. Ochrolub chce zrezygnować z pisania i przejść na emeryturę. Mecenas nakłania go, by zmienił rodzaj pisarstwa, a przynajmniej zerwał wszelkie związki łączące powstającą powieść z cyklem Nowa baśń. Kiedy pisarz się nie zgadza, zachęca go by został przy Muzie dalekich podróży, ale sam zdecydował czy w VII wieku czy w XIX. Bohaterowie chcą jednak powrócić do epoki z pierwszego rozdziału, w zamian oferują ochrę.
5. Ochrolub przepuszcza do następnego podrozdziału tylko doktora Ant i protokolanta. Doktor odkrywa, że protokolanci (jest ich czworo) pochodzą z Palca zagrożenia, nie są bowiem świadomi, jaki obiad wyprawili autorowi bohaterowie powieści Aecjusz, ostatni Rzymianin: Bonifacjusz - Pelagia - Aecjusz w pociągu do Lwowa, a potem do Salonik i w Stambule. Protokolant przyznaje, że ich czwórka została poczęta w czasach zupy z chlebem i przymusowej bezczynności, kiedy autor, opowiadając współtowarzyszowi dzieje trójki bohaterów Aecjusza, zwątpił w prawdziwość swych intuicji i zapragnął udać się do V wieku wehikułem czasu Wellsa. Po trzydziestu latach protokolant i jego towarzysze przyszli na świat w Palcu zagrożenia. W celu poznania ich tożsamości protokolant odsyła doktora do tej powieści. Doktor podejrzewa w tym autopromocję autora. Uważa też, że twórca albo nigdy nie był wytwórcą powieści historycznych albo nim być przestał, dlatego określa jego obecną powieść jako utwór fantastyczno-historyczno-metafizyczno-autobiograficzny, a w postaciach protokolantów rozpoznaje Rtęć (pisarstwo fantastyczne), Srebro (pisarstwo historyczne), Platynę (pisarstwo metafizyczne) i Mosiądz (pisarstwo autobiograficzne). Platyna demaskuje wystąpienie doktora Antyochrofila jako mydlenie oczu. 

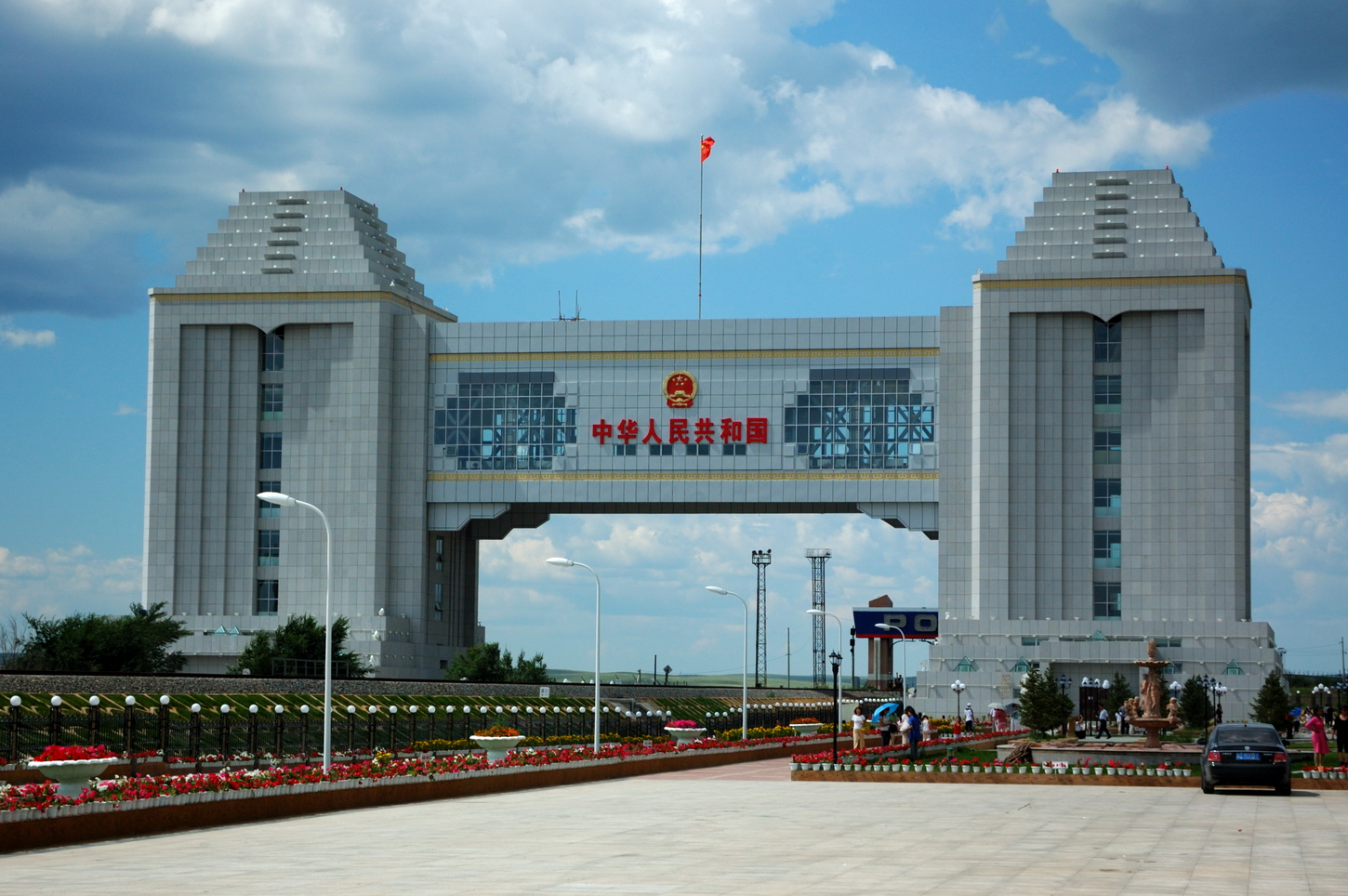
Brama kolei wschodniochińskiej w Mandżurii na granicy chińsko-rosyjskiej.

Ekscelencja ogłasza w tym momencie, że jako papież Teodor dogadał się z Rtęcią, co do pewnego eksperymentu. Ekscelencja przywołuje ekspres transeurazyjski rozpoczynający swój bieg na stacji Mandżuria. Ma posłużyć do eksperymentu, który wywołać mogą tylko Rtęć i Mosiądz, tandem fantastyczno-autobiograficzny. Jest 20 sierpnia 1928 roku, Ochrolub rozpoczyna podróż na zachód. 27 sierpnia przesiądzie się w Moskwie na pociąg do Polski. Zoe zastanawia się czy przyjąć w eksperymencie rolę nauczycielki nie lubiącej Wilde’a czy może szczebiotki, która ze swym towarzyszem porozumiewała się śpiewając arie operetkowe. Na dworcu zjawia się Sackiewicz, którego żegna matka i Czernienko, który spotka po latach ojca. Na Ochroluba czekają w Swierdłowsku brat, macocha i jej młodsza siostra. Bohaterowie powieści przyglądają się osobom obecnym na dworcu. Gdy Rtęć rozpoznaje w jednym z nich zmarłego przed kilkoma miesiącami ojca Ochroluba, bohaterowie powieści protestują. 
Ostatecznie Oktiabrskij bierze na siebie rolę ojca, w Ochroluba wciela się Teodor. Doktor Ant zarzuca eksperymentowi, że nie sposób odtworzyć swoich dawnych uczuć po czterdziestu latach. Okazuje się też, że ojciec Ochroluba nie mówił po polsku, dla pełnej wiarygodności powinni by zatem przejść na rosyjski. Ojciec zapewnia bohaterowi podróż pierwszą klasą (w rzeczywistości jechał za rządowe subsydium - drugą). Syn mówi, że wraca do praźródeł rodziny. Ojciec wspomina list sprzed dwóch lat, w którym Ochrolub pisał, że po szkole wyjedzie do Polski i zostanie polskim pisarzem, dlatego sądzi, że nie o praźródła chodzi synowi. Przyznaje, że za mało mu pomagał przez lata. Syn nie kryje żalu, że ojciec wydawał pieniądze głownie na macochę. Na pytanie co sądzi o jego planach, ojciec żartuje, że w trosce o syna użyje wszelkich środków, by zatrzymać go na stare lata przy sobie, nawet przy użyciu sowieckiego aparatu państwowego. W ten sposób obroni go przed cierpieniem, którego sam doświadczył. Syn wyrzuca mu, że się o niego nie zatroszczył, gdy miał dwanaście lat. Ojciec snuje swą fantazję. Na najbliższym dworcu zatelegrafuje do służb w Swierdłowsku w celu zatrzymania syna. Służby nie uznają legalności przekroczenia przezeń przed laty granicy z Chinami i zatrzymają go Polska placówka dyplomatyczna nie upomni się o niego, bo kimże jest. I choć przeszkody do powrotu na koniec odpadną,  zostanie w Swierdłowsku i będzie pisał polską powieść o królach wizygockich, która zostanie wydana w Związku Radzieckim za dziesięć, może dwadzieścia lat. Ale ojciec autora od dawna już nie żyje. Rozmowa jest tylko wyobrażeniem o rozmowie, obrzędem Dziadów.

### Rozdział trzeci - Pomiędzy Swierdłowskiem a Meksykiem

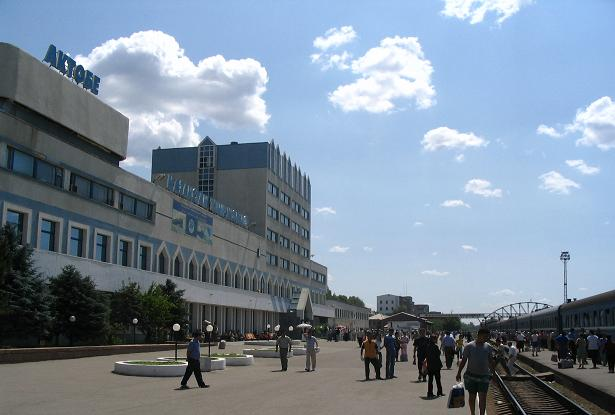
Dworzec kolejowy w Aktiubińsku.

1. W roku 1927 dwóch mężczyzn rozmawia w wagonie pociągu mijającego Aktiubińsk i zdążającego do Taszkientu. Jednym z nich jest 47-letni inżynier, jadący na pogrzeb swego brata Alfreda (jego ustami staje się Oktiabrskij). W daleką podróż ze Swierdłowska do Taszkientu wysłał go w tym rozdziale powieści jego syn Ochrolub, który piętnaście lat później sam zatrzyma się na stacji w Aktiubińsku w jeszcze dalszej podróży z Kujbyszewa przez Taszkient i Samarkandę do Aszchabadu. Ochrolub domyśla się, że ojciec musiał jechać do Kokandu, w którym przez lata mieszkał stryj. Z rozmowy wynika, że inżynier stracił wiarę w saratowskim seminarium. Został  wydalony z uniwersytetu kijowskiego za udział w socjalistycznych zamieszkach. Wyjechał do Karlsruhe, by kontynuować studia. Rok później dołączyła do niego w Genewie narzeczona. Tam też oczarowała go osobowość Plechanowa. Pod jego wpływem powrócił do Rosji jako mienszewik. W czasie wojny domowej w Rosji pracował w ministerstwie rządu admirała Kołczaka w Omsku. Jego rozmówcą okazuje się słowiański władca Samon, który zarzuca mu, że zdradził i wyrzekł się syna, tak jak on, Samon, zdradził i wyrzekł się Boga Trójjedynego. Inżynier kwestionuje ortodoksyjność rozmówcy. Wedle Fredegara Samon miał 12 żon, a z nimi 37 dzieci w ciągu 35 lat panowania, co oznacza, że był poligamistą, więc i poganinem, mimo galijskiego pochodzenia. Samon domyśla się, że synowie chcieli go zdetronizować. Inżynier wspomina, że domysł jakoby tajniak nad tajniakami Heliodor z Końca „Zgody Narodów” był podobizną dwudziestowiecznego, komunistycznego, super-tajniaka, uczynił bestseller z powieści jego syna. W Taszkiencie Samon próbuje narzucić inżynierowi swego ojca, jako towarzysza dalszej podróży. Inżynier wymyka się jednak podczas rozmowy o Meksyku.
2. Ojciec Ochroluba, zwany teraz Brunonem, wraca z pogrzebu. Rozmowę z nim podejmuje bezimienny ojciec Samona (w jego roli występuje doktor Ant). Wspomina, że Ochroluba intryguje problem licznych żon jego syna. Zjawiają się Zoe i ekscelencja-Teodor. Zoe podejmuje się wyjaśnić zainteresowanie Ochroluba. Bada przyczynę ucieczki Brunona w poprzednim podrozdziale. Zdaniem ojca Samona wiąże się ona z szukaniem przez Samona ratunku przed śmiercią z rąk potomków w nawróceniu i miłosierdziu. Zoe uważa, że Bruno uciekł przed konfrontacją ze swoimi zmaganiami w charkowskim szpitalu, w drodze z Baku na uniwersytet kijowski, gdzie zapadł z kolegą Andrzejem Januaryczem Wyszyńskim, na śmiercionośną wówczas szkarlatynę. Zoe uważa, że z tej szkarlatyny wywodzą się wszyscy zebrani, że Samon zawdzięcza jej poświęconą sobie powieść. Widzi też analogię w sytuacji zagrożenia życia obydwu pokutników i w ich wzywaniu Boga na ratunek. Pokuta sześćdziesięcioletniego Samona z powodu poligamii wydaje jej się jednak komiczna. Ujawnia, że wyzdrowiawszy, Bruno wynajął dla siebie i dla kolegi stancję w Kijowie. Bruno uświadomiwszy sobie, że nie spotka się w pociągu z braćmi i nie pozbędzie się towarzyszy na gapę, znika z przedziału. Zoe tłumaczy ojcu Samona, że nie jest jedynie postacią powieści, że towarzyszyła już Aronowi w jego podróżach, a potem obydwu Stanisławom i Iwenowi Baconowi.

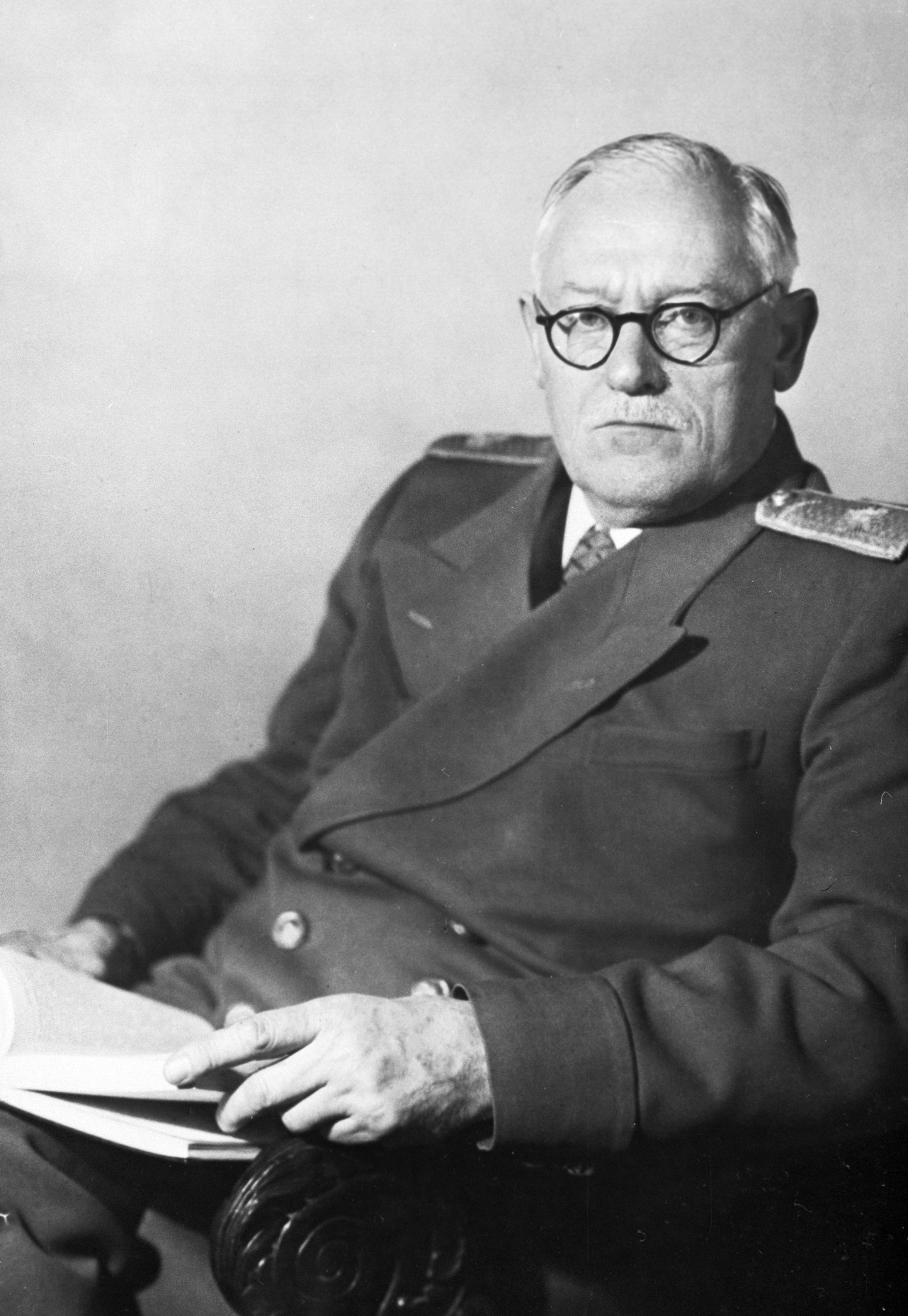
Andriej Wyszynski, kolega Bruna.

3. Ojciec Samona rozważa, że syn zagrożony spiskiem, mógł podjudzać spiskowców przeciw sobie, lub odwołać się do ludu, który pomógł mu zrzucić z siebie jarzmo awarskie, ale stałej drużyny chyba dla Samona nie wystawił. Tym bardziej nie pomogli mu ani Frankowie ani Bizantyńczycy, którym po upadku Awarów taki sojusznik nie był już potrzebny. Doszło wprawdzie do jakichś drobnych starć z Sykariuszem. Ojciec Samona przypuszcza, że to właśnie wtedy lud wenedyjski zażądał, w zamian za pomoc, wyrzeczenia się przez władcę chrześcijaństwa. Zoe zarzuca ojcu Samona, że dąży w ten sposób do podważenia treści ostatnich dwóch rozdziałów i umiejętności narracyjnych Ochroluba. Ekscelencja sięga po analogię do losów Brunona i jego kolegi. Bruno, który wyzdrowiał wcześniej wynajął dla nich stancję. Drzwi otworzyła mu dziewczyna, w której się zakochał. Gdyby nie to literatura polska byłaby uboższa o spowiedź cesarza przed Aronem i o Leptynesa rysującego obsesyjnie koła na piasku. Gdyby drzwi otwarła jej siostra, gdyby Januarycz  Wyszynski wyzdrowiał wcześniej, może by nie wynajął stancji u Żydów, pewnie by się nie zakochał w tej samej dziewczynie i nie uległby w Genewie urokowi Plechanowa. Doktor Ant sugeruje, że jako syn szlachecki Wyszynski odważnie rzucił się w bolszewizm i został wpływową osobistością, podczas gdy drobnomieszczanin Bruno mógł zostać co najwyżej mienszewikiem. Zoe ujawnia, że to ona jest Muzą dalekich podróży i jednocześnie Majstrem i zarządza gwałtowny zwrot w dalszej wędrówce. Przenosi bohaterów na statek, który popłynie do Meksyku.
4. Na statku płynącym do Meksyku ojciec Samona wyrzuca synowi, że nie ochrzcił swoich poddanych. Do ich kajuty zagląda Ro, u którego na łóżku leży ornat z napisem zarezerwowana. Zjawia się Oktiabrskij jako Bruno, twierdząc, że Zoe rzeczywiście jest Majstrem. Zobowiązuje się też wyjaśnić Roemu, co oznacza napis zarezerwowana, w zamian za potwierdzenie przez niego że Zoe jest Majstrem. Ojciec Samona kwestionuje ten układ. Zebrani dyskutują nad niemożliwością potwierdzenia tych faktów i pułapkami myślenia. Bruno buntuje się przeciw odgrywaniu jego roli przez Oktiabrskiego. Nie chce płynąć do Meksyku i odchodzi z powieści. Na odchodnym wyjaśnia, że na łóżku leży nie ornat tylko kapa, która czeka na tego, kto ją zarezerwował. Bruno nie żegna się z synem, bo ten może w każdej chwili sprowadzić go do powieści ponownie. Ro proponuje ekscelencji-Teodorowi pozbycie się Ochroluba z powieści, ale ten odmawia. Metale zapewniają, że Ochrolub od dawna już jest w ich mocy i nie można go w ten sposób unicestwić, Jest niewolnikiem swojej sztuki i to ona dyktuje mu warunki. Metale obiecują poprawę, gdy zrozumieją Manifest komunistyczny i zawartą w nim koncepcję wolności jako zaakceptowanej konieczności. Bezradna Zoe oddala się z Samonem do kajuty Roego, by zabrać kapę, którą zarezerwowała.
5. Zoe przygotowuje zamach stanu. Samon obiecuje ją poprzeć, jeśli unicestwi Rtęć. Zdaniem Zoe wątek fantastyczny jest jednak w powieści nader powściągliwie rozwijany. Wątki z życia Bruna wydają się autentyczne. Bohaterowie roztrząsają prawdziwość opowieści o przesłaniu przez Wyszynskiego listu do Bruna, wspięcia się Ochroluba na szczyty piramid w Teuhtihuacan i bywania w mieście Meksyk w klubie Cristobal Colon. Zoe przewiduje klęskę Ochroluba z powodu nadmiernej skromności wątku fantastycznego. Jej zdaniem autor stracił władzę nad powieścią. Stał się niewolnikiem gatunków swego pisarstwa. Zoe ma zamiar osadzić statek na mieliźnie. Ekscelencja-Teodor przynosi wiadomość, że ojciec Samona, tak wpłynął na mecenasa Oktiabrskiego, że ten przestał wierzyć w cud odzyskania wzroku przez męża pani Zoe w 610 roku, co ma doprowadzić do konfliktu załogi. Zoe, by wzmocnić swój autorytet, wygłasza po rosyjsku rotę dawnych majstrów. Chce udać się do błękitnego pokoju Sykariusza. Ekscelencja dla przestrogi opowiada jej przygodę już prawie maturzysty Ochroluba, który w Charbinie, wracając do domu natknął się na bandę łobuzów. Opowieść przejmują, widząc zagrożenie, metale: Mosiądz, Srebro i Platyna. Ochroluba uratowała wtedy biało-czerwono-niebieska wstążka (flaga polska i maryjna). Zoe decyduje się jednak udać do kabiny błękitnej. Ma zamiar zainicjować w czwartym akcie katastrofę. Mosiądz w akcie desperacji skacze w morze. Zoe i Sykariusz korzystają z zamieszania i maszyną czasu Wellsa przenoszą się do błękitnego pokoju. Papież w towarzystwie Metafizyki udaje się do pokoju różowego przymierzyć kapę.

### Rozdział czwarty - W alternatywnym Królestwie Polskim

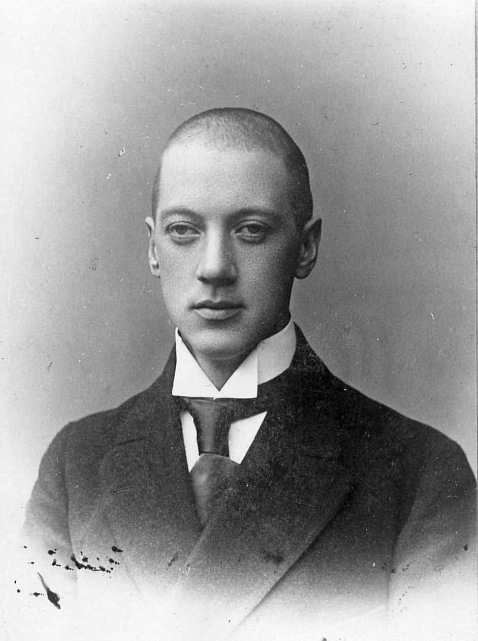
Nikołaj Gumilow, z którego wiersza pochodzi tytuł powieści.

1. Zoe zamierza cofnąć się wehikułem czasu o sto lat do akcji powieści Mogło było być tak właśnie. Sicca doradza jej, by poczekała na powrót Rtęci. Z kolei Zoe wyjawia mu, że dwuwiersz, z którego pochodzi tytuł powieści, napisał ten sam poeta, który jest autorem roty dawnych majstrów. Dalej że pomysł powieści zrodził się pod koniec wytwarzania Innego życia Kleopatry. Pisarz jednakże zabrał się najpierw do pracy nad Zabij Kleopatrę. Sicca przestraszony koniecznością wejścia w konflikt z ekscelencją zwraca Zoe uzyskane od niej informacje. Sicca docenia zręczność Teodora, który uznał Zoe za muzę, ale nie za majstra, a muzy przecież nie istnieją. Krytycznie też ocenia strategię Zoe, by skompromitować polskość Ochroluba jego związkami z rosyjskim poetą. Do rozmowy włącza się Burgund i zapewnia, że Ochrolub już wcześniej w innym swym dziele zacytował innego rosyjskiego poetę i cenzor nie interweniował. Rtęć i Mosiądz wracają na pokład. Zoe Kiedrzyńska i Burgund mogą wyruszać. Papież Teodor Różowy zjawia się w kapie. Naczelnik otrzymuje telegram międzyepokowy od Zoe i Burgunda: dotarli do Warszawy 30 kwietnia 1833 na uroczyste przekazanie korony przez cara Mikołaja Habsburgowi toskańskiemu. Kolejny telegram podpisany przez Zoe i Rtęć donosi o kłopotach Burgunda z paszportem.
2. Burgund wciela się w rotmistrza. Bohaterowie nadal jednak tkwią na przedmieściach, między ochotą a wolą. Zoe z Burgundem, a ponadepokowo i z Teodorem, który, jako papież, ma klucze niebios, dyskutują nad rusycyzmami i okcydentalizmami w słownictwie Ochroluba. Jedno ma go skompromitować w oczach czytelników, drugie – w oczach służb. Kiedy Zoe zdaje sobie sprawę z bezskuteczności tej strategii, zaczyna zarzucać Ochrolubowi degrengoladę i wyczerpanie sił twórczych. Srebro protestuje przeciw małżeństwu Habsburga z księżniczką rosyjską starszą  od niego o kilkanaście lat. Burgund jest zdania, że powinni się cofnąć do przełomu 1830/1831, do czasu pobytu Mickiewicza w Rzymie, żeby nie kompromitować go bezczynnością w Wielkopolsce. Grupa wysłana do Warszawy przygotowuje Mickiewicza na stanowisko ministra oświaty i dyktatora. Wobec protestów Srebra, proponuje na żonę przyszłego króla Polski i Wielkiego Księstwa Krakowskiego, Kazimierza Leopolda, czternastoletnią Marię Nikołajewnę. Car Mikołaj, zrzekając się korony, dałby córce, miłośniczce Konrada Wallenroda, jako wiano nowogródczyznę. Z pokładu statku zostaje wysłany do Warszawy przesyłką poleconą Doktor, który optuje za czterdziestosiedmioletnią siostrą cesarza, Marią Pawłowną i za skróceniem życia w wypadku jej mężowi Karolowi Fryderykowi, tak jak pozbawiono już życia Konrada, księdza Piotra i Robaka, Anhellego, dwóch Beniowskich, Pankracego i Irydiona. Kolejną przesyłką poleconą przybywa do Warszawy Samon. Zoe tymczasem próbuje wręczyć łapówkę strażnikom, by wejść do miasta. Ekscelencja uważa ten pomysł Ochroluba za nieudany. Samon staje w obronie autora. Rządy Konstantego i wojna mogły osłabić morale służb. Zoe rzeczywiście udaje się uzyskać zezwolenie na przejście przez rogatkę. Bohaterowie wchodzą do Warszawy. Nadal nie wiadomo, która Maria zostanie żoną Kazimierza Leopolda, choć już rozstrzygnięto, że nowe państwo trwać będzie tylko o trzy lata dłużej niż Królestwo Kongresowe.
3. Przez trzy kadencje sejmu stosunki w Królestwie układają się harmonijnie. Jedyny większy kryzys przynosi spór wokół Kordiana. Królowa Maria, miłośniczka polskiej poezji romantycznej, tłumaczy dramat na rosyjski i posyła carowi Mikołajowi. Władca Rosji nie dostrzega w nim akcentów wrogości, uznaje utwór za uzasadniony atak na nielubianego brata Konstantego i świadectwo niezdolności ludzi żyjących wyobraźnią, by stać się ludźmi czynu. Jednak pomysłowi wydania Kordiana po rosyjsku sprzeciwia się rząd polski, moderowany z drugiego rzędu przez ministra oświaty i wyznań, Mickiewicza. Od 1838 roku do śmierci kilkuletniego następcy tronu minister stara się pozostawać w cieniu, chcąc odwrócić uwagę od plotek łączących jego osobę ze śmiercią genialnego wodza, marszałka Prądzyńskiego, zdobywcy Grodna i Dyneburga. Dopiero śmierć synka rzuci królową do stóp Mickiewicza i pozwoli mu sięgnąć po dyktaturę. Tego dnia zginie też minister Czyński, zabity w pojedynku przez znakomitego dyplomatę i powieściopisarza, autora Braci zmartwychwstańców, Zygmunta Krasińskiego. Przebywającemu w Petersburgu Krasińskiemu w roku 1851 Pozzo di Borgo, dyplomata rosyjski, przyniesie wiadomość o abdykacji Kazimierza Leopolda i śmierci byłego ministra oświaty i wyznań w Konstantynopolu. Księstwo Krakowskie, pozostające w unii realnej z królem Leopoldem, zostaje rozwiązane, Kraków zajmują Austriacy, a Warszawę Prusacy. Z ramienia dynastii Hohenzollernów, wobec demonstracji siły ze strony cara, namiestnictwo nad ziemiami Królestwa Polskiego obejmuje dożywotnio królowa Maria. Kapitan statku, Ochrolub, żąda od podróżujących w czasie rozbicia podrozdziału. Doktor proponuje rozbicie go na przypadki i oznaczenie cyframi rzymskimi.

#### Przypadki I-V - Rozmowy notabli czwartego królestwa
I. Zoe wysyła Słowackiego do Meksyku, oficjalnie by leczył gruźlicę, faktycznie chce upodobnić jego życie do życia Ochroluba. Papież Teodor uważa pomysł, że Słowacki napisał Kordiana, mimo że nie powstała III część Dziadów za błąd. Platyna dowodzi, że Kordian walczy raczej z Konradem Wallenrodem, Dziadów nie raczy nawet dostrzegać. Rtęć referuje, że Słowacki w 1840 przypływa do Europy,   po czym wraca do Meksyku i zabiera się za pisanie Króla Ducha, mimo że nie powstał ani Beniowski, ani Ksiądz Marek.  W 1838 napisał Lillę Wenedę. Staraniem Antoniego Małeckiego w 1845 dramat ukazuje się drukiem, dzięki czemu Słowacki ostatecznie wraca do kraju w 1848 roku. 

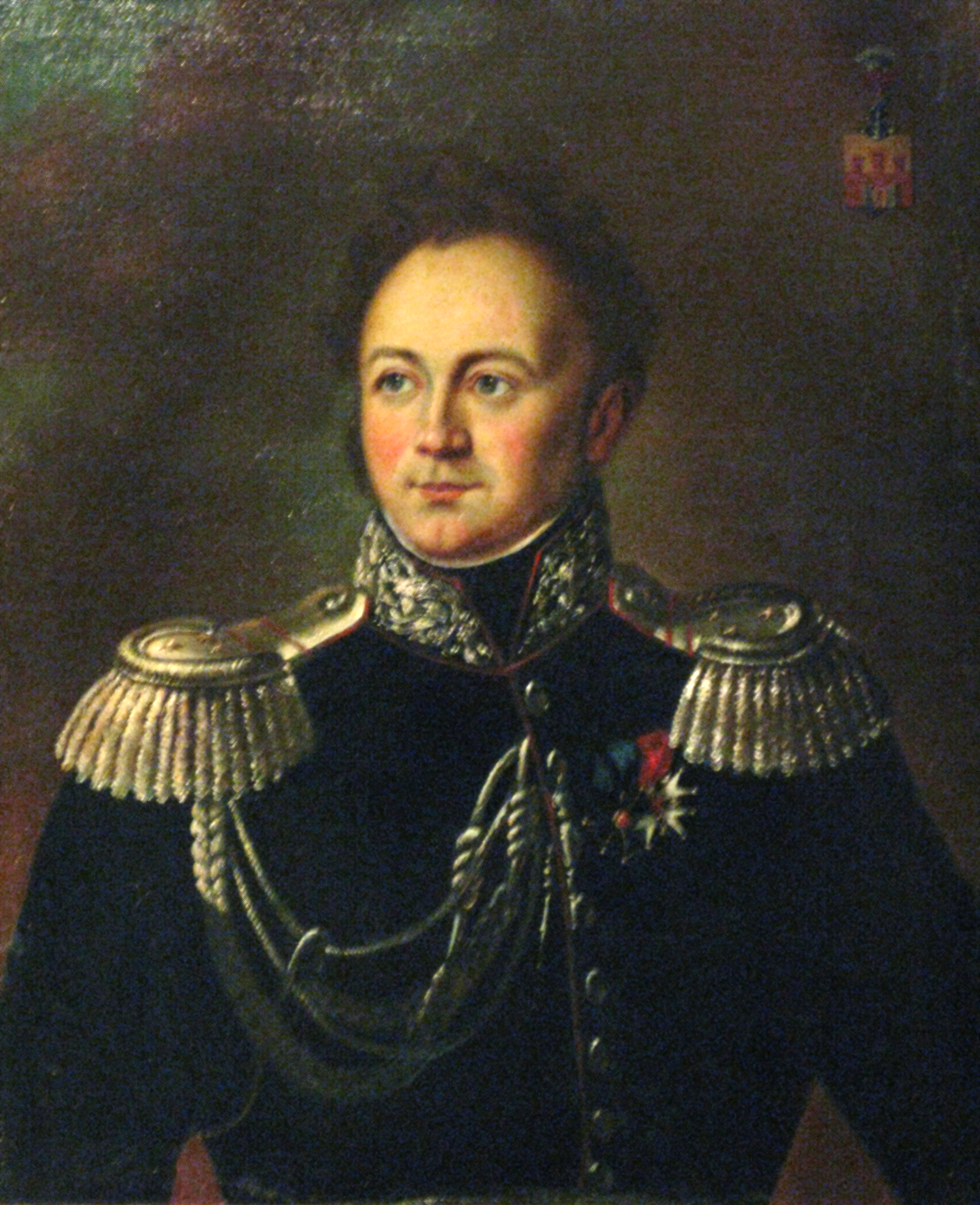
Ignacy Prądzyński

Rtęć zarzuca Srebru, że w Srebrnych orłach popełnił błąd nazywając kochankę Ottona III Teodorą Stefanią, podczas gdy były to dwie różne osoby. Zdaniem Srebra tylko w, słabej zresztą, angielskiej powieści na ten temat. W kwietniu 1832 Prądzyński oblega Dyneburg, kończą mu się zasoby ludzkie, zagraża opozycja. Do twierdzy przedziera się car Mikołaj. Prądzyński udaje się na pertraktacje z carem. Srebro i Rtęć wcielają się w rozmówców. Marszałek zapewnia cara, że zamknięty w kotle Paskiewicz do trzech miesięcy się podda. Car chwali Prądzyńskiego za uszlachcenie chłopów, jest też zadowolony, że tak zażarcie prześladuje konspirację, że nie chciał korony, ale ją zwrócił carowi do czasu abdykacji. Car zgadza się na Habsburga toskańskiego jako swego następcę, zastrzega się, że posiadacz dóbr w Królestwie nie będzie mógł posiadać dóbr na terenie Cesarstwa. Zamierza być z Polską w przyjaźni, chyba że nie zdoła ona zachować niepodległości. Zapewnia Królestwu dotychczasowe terytorium. Jeśliby owdowiały Leopold chciał wziąć za żonę królową z domu Romanowych, dodałby Grodzieńszczyznę. Nikt się nie może dowiedzieć, że to on formułuje warunki traktatu. Zawarcie ugody miałoby nastąpić za trzy miesiące, jeśli Prądzyński do tego czasu się utrzyma przy władzy. Na koniec car proponuje by Leopoldowi toskańskiemu dać na pierwsze imię Kazimierz. 
II. W dopełniaczu Srebro i Rtęć wcielają się w Mickiewicza i Małeckiego. W 1843 roku pojawiła się pierwsza wzmianka w prasie o Słowackim jako autorze Mindowego i Marii Stuart. Jako autor Kordiana był jeszcze wówczas nieznany. W rozmowie na temat dziesięciu arcydzieł pierwszego dziesięciolecia Mickiewicz przedkłada Mindowego nad Marię Stuart ze względu na konieczność rozżarzania ducha antykrzyżackiego. Małecki broni się: Mindowe jest słabszy od Marii Stuart, obydwa utwory powstały przed utworzeniem królestwa polskiego, nadto Słowacki jest emigrantem, który nie uznaje czwartego królestwa, choć nie można go porównywać z nieprzejednanymi Czartoryskim czy Skrzyneckim. Mickiewicz lekceważy te zarzuty. Po śmierci Prądzyńskiego, który zamknął polskie wydawnictwa dla emigrantów, obydwa dramaty zostały wydane w Polsce, są więc utworami dziesięciolecia. Mickiewicz nakłania Małeckiego do usunięcia ze spisu Pieśni Janusza Pola i zastąpienie ich świeżo odkrytymi Pamiętnikami Paska, które również się wyda. Proponuje ostatecznie umieszczenie na liście obydwu dramatów Słowackiego, idąc za wzorem Fredry, kosztem Pamiątek Soplicy Rzewuskiego lub Mnicha Korzeniowskiego. Zachęca też rozmówcę, by nakłonił wydawnictwo Marianum, przychylne Słowackiemu, do wydania wszystkich dotychczasowych utworów poety. Ma nadzieję, że w ten sposób przywróci go Polsce. Marianum, które nazwę swą wzięło od imienia królowej Polski, oprócz działalności wydawniczej, ma też ambicje polityczne: chce zlania prawosławia z katolicyzmem w jedną wyższą religię.

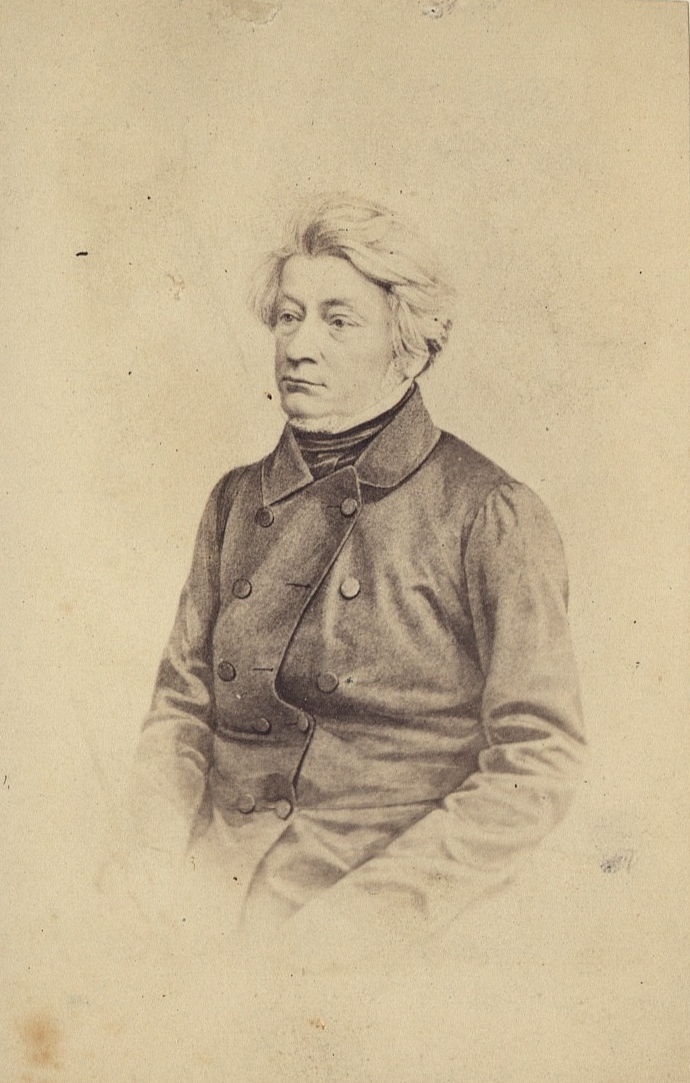
Adam Mickiewicz

W trakcie rozmowy Mickiewicz wspomina swoje spotkanie z Krasińskim, który przyrównał go do szewca, któremu za jego wyroby płacą złotem, podczas gdy jemu  samemu tylko srebrem. Złotego szewca wzięto jednak do wojska, za co srebrny go nienawidzi, bo mógł zostać największym poetą Europy. Stało się tak dlatego, że matka jego wyszła za wielkiego pana, który narobił sobie długów i wrogów. Syn postanowił pomóc matce, zgłosił się więc do wojska w zastępstwie za syna piwowara, który za uwolnienie swego syna od wojska był gotów zapłacić fortunę. Szewc został wysłany na śmierć, ale nie zginął. Wycofa się ze służby, gdy każdy obywatel królestwa będzie umiał czytać. Z rozmowy wynika, że wielki pan to wolność a jego długi to szaleństwa wolności.
III. W celowniku Rtęć i Srebro nadal rozmawiają, przyłączają się jednak także inni bohaterowie powieści. Jest rok 1848. Rotmistrz Burgund referuje Małeckiemu przebieg swojej nieudanej misji w Petersburgu. Rozmówcy chcieliby, żeby Krasiński napisał powieść o Samonie, skoro Słowacki umieścił go w Lilii Wenedzie, a obecnie w Królu Duchu, jako, przeobrażonego przez Rozę Wenedę, Era Armeńczyka. Następnie Rotmistrz cofa się w czasie do swej rozmowy w Petersburgu z ambasadorem Krasińskim, w którego wciela się Platyna. Zjawia się Ro jako arcybiskup elekt Piotr Wysocki. Chwali twórczość Krasińskiego, zwłaszcza opis kontrowersyjnej ucieczki króla Kazimierza spod Chojnic w Głupocie Nieszawy. Krasiński wspomina swoje spotkanie ze Słowackim, który atakował pisarstwo historyczne, również swoje dramaty i dlatego w Lilii Wenedzie wziął rozbrat z tą formą literacką. Jego zdaniem Lilla, traktowana jako dramat historyczny, przypomina raczej powieść fantastyczną o Mickiewiczu, który pozostał na emigracji i napisał kontynuację Dziadów i o Krasińskim piszącym dramaty prozą. Krasiński uważa, że jeśli autor ostrzega, że pisze utwór fantastyczny, to może, jak Słowacki, zakochanej w Samonie Lilii kazać się ochrzcić i narazić na próbę zabójstwa przez siostrę.  
Wysocki, czekając na audiencję u cara, daje wyraz swojej niewierze w trwałość czwartego królestwa. Arcybiskup daje obecnym do rozwiązania zagadkę o wielkim panu i szewcu, zawartą w listach Małeckiego. Zdaniem Burgunda wielki pan mógł rozmyślnie wysłać pasierba, szewca artystę, na śmierć, lecz pomysłodawcą był body-guard Prądzyński, były kłusownik. Wysocki uważa, że obawiając się, złapania w potrzask przez wrogów, postanowił zgodzić się na dożywotnią służbę u wielkiego pana, Wolności. Zaszantażował go najpierw powołując szewca artystę (uszlachconych chłopów) do wojska, w zastępstwie syna piwowara (szlachty rodowej). Następnie zaś przekonał go, że nie godzi mu się być ojczymem szewca. Rozejrzawszy się za metodą uśmiercenia go, postanowił wysłać szewca artystę, to jest nową szlachtę, na szlak wojenny od Modlina do Dyneburga. Kłusownik-bodyguard jednak zginął. Mickiewicz postarał się, by zamachowca nie wykryto. Zamachowca wynajęli ministrowie sprawiedliwości i spraw wewnętrznych. Tymczasem Krasiński wyzwał na pojedynek ministra wojny Czyńskiego, zranił go i dobił, obawiając się, że ten, broniąc się, skieruje śledztwo na trop powiązań Prądzyńskiego z pewną damą. Za to otrzymał stanowisko ambasadora.  
Rotmistrz wraca do Warszawy do rozmowy z Małeckim. Rtęć w roli Małeckiego wyznaje, że wie jak wyglądali dwaj osobnicy, którzy weszli do kawiarni, chwilę po tym jak rozległy się trzy strzały z ogrodu między ministerstwem wojny a rezydencją marszałka Prądzyńskiego. Do restauracji zaprosił Małeckiego, wówczas gimnazjalistę, Krasiński. Mickiewicz upierał się potem, że to nie mogło mieć miejsca 19 kwietnia 1838. Rotmistrza bardziej jednak intryguje, dlaczego znany pisarz zaprosił wówczas takiego sztubaka. Małecki odkrył to niedawno na bankiecie ku czci Słowackiego u pani Ireny z Marianum. Obecny na przyjęciu Krasiński poprosił go wówczas, żeby nic nie mówił Słowackiemu o wynikach swojej analizy Kordiana. Małecki sporządził ją przed laty i wysłał Krasińskiemu, w którym domyślał się autora dramatu. Krasiński zaprosił go z tego powodu i w tajemnicy ujawnił, że autorem jest Słowacki. Na marginesie obydwaj rozmówcy dochodzą do wniosku, że Słowacki nie powinien wracać do Polski, ponieważ powróci jako zupełnie inny pisarz niż wszyscy oczekują. Będzie rozwijał w swych nowych utworach to, co wydobyły z niego wcześniejsze wizyty w Polsce, na co nie ma odbiorców. Małecki przekazuje rotmistrzowi swą analizę Kordiana. Uważa, że znajdzie on w niej wytłumaczenie nieuchronności związku pomiędzy twórczością Słowackiego a Marianum i jednocześnie jej bezowocności. Jeżeli rotmistrz dojdzie do wniosku, po przeczytaniu tekstu, że musi coś zrobić, niech robi, ale niech nie ujawnia źródła swojej wiedzy. W zamian Małecki chciałby wiedzieć czy Prądzyński podpisał w Dyneburgu jakąś klauzulę, umożliwiającą Mikołajowi I powrót na polski tron. Rotmistrz odgaduje, że Małeckiemu zależy na objęciu tronu przez Bonapartego w razie bezpotomnej śmierci króla Polski i rozwiewa te nadzieje. Ugoda dyneburska zapewniała w takim razie możliwość powołania członka dynastii panującej w dniu zawierania umowy. Prądzyński nie mógł się sprzeciwić jej treści. 2 lipca Polakom zabrakło amunicji, gdyby Jermołow nie poddał się dwa dni później, polski wódz popełniłby zapewne samobójstwo. Kapitulacja Rosjan oddawała w jego ręce olbrzymie zapasy broni, ale armia była wykończona. Mikołaj mimo to dotrzymał umowy sprzed trzech miesięcy. Rtęć cieszy się z wygranej. Doprowadziła do tego, że i Słowacki i Krasiński piszą o Samonie.  

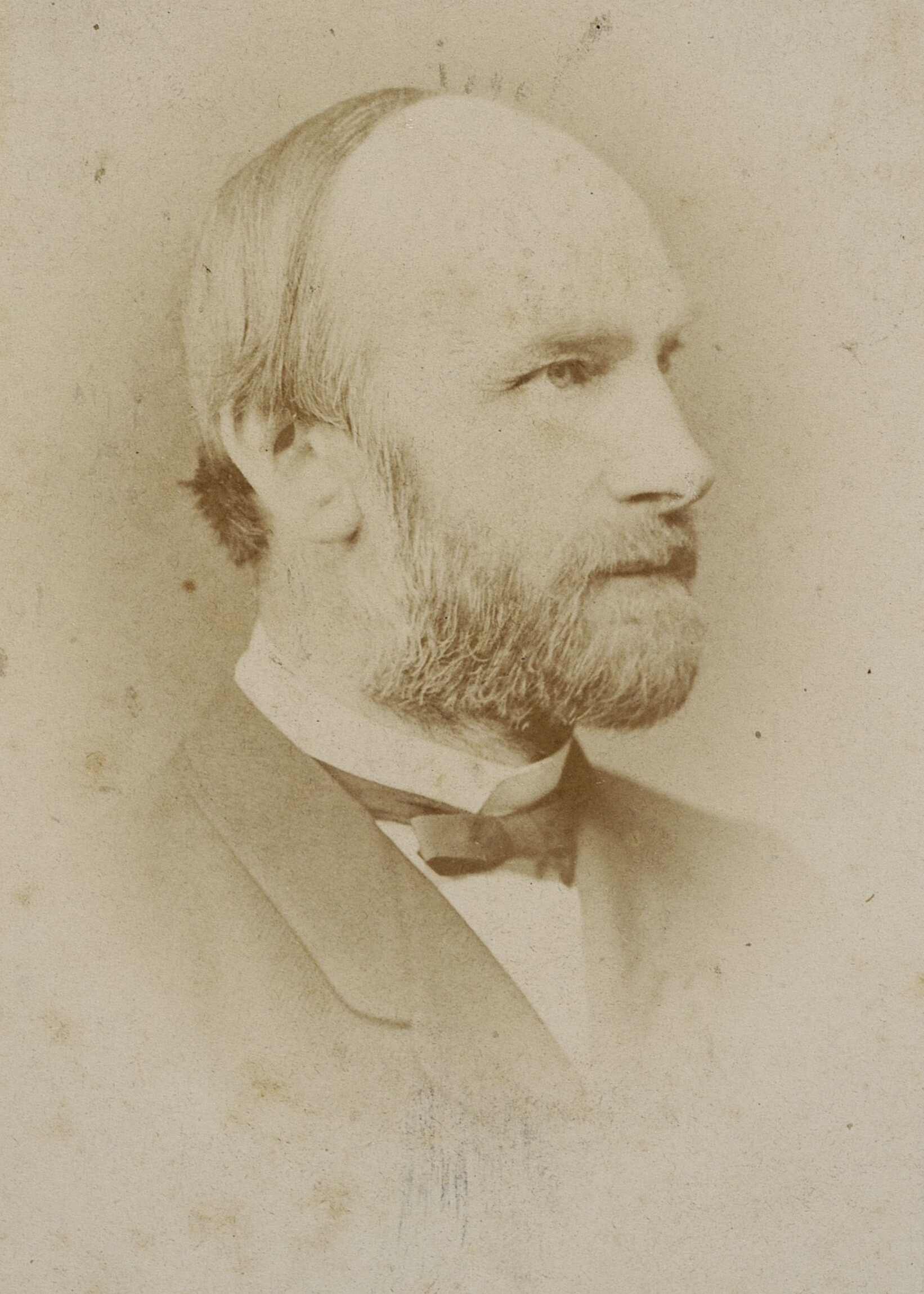
Antoni Małecki

IV. Marianum przygotowuje się do obchodów 40-lecia urodzin Pola, którego uważa za największego polskiego poetę. Burgund oczekuje na dworcu w Warszawie (za Kazimierza Leopolda bardzo rozbudowano sieć kolejową) na powrót z Lublina swojej przełożonej pani Ireny (w jej roli - Zoe). Pani Irena miała pozyskać, do udziału w obchodach, rektora nowo otwartego uniwersytetu w Lublinie, Antoniego Małeckiego, który jednak w ostatniej chwili odmówił. Rozmowa schodzi na nowy poemat Słowackiego Król Rusi, o zajęciu Rusi przez Kazimierza Wielkiego, co wielu uznało za gest pojednawczy ze strony poety, choć zdaniem Burgunda, nawet gdyby król Leopold miał na pierwsze Władysław, Słowacki i tak napisałby poemat o Kazimierzu, papiestwie awiniońskim i problemie świętopietrza. Przeciw wydaniu poematu protestował Krasiński, obawiając się niezadowolenia Rosji. Rosjanie jednak uznali temat zajęcia Lwowa za przytyk skierowany przeciw Austriakom. Z kolei nowa książka Krasińskiego o Samonie uświadomiła części Rosjan, że prorosyjskość Krasińskiego ma charakter społeczny nie polityczny i dotyczy konserwatyzmu Rosjan, a nie ich autokratyzmu. Gdy Rosjanie odwrócą się od konserwatyzmu, Krasiński stanie się ich zajadłym wrogiem. Srebro zarzuca Platynie i Rtęci błędy czasowe. Platyna skarży się na przemęczenie, chciałaby wrócić na statek z Muzy, płynący do Meksyku. Przychyla się do jej życzenia Zoe, która uważa, że zgromadziła już dość materiału przeciw Ochrolubowi w powiastce A mogło było… Burgund pomówiony przez biskupa Wysockiego o udział w spisku na życie Prądzyńskiego też chce odejść z nimi, musi jednak dokończyć rozmowy z panią Ireną.
Małecki nie chciał przyznać się do Pola, bo ten ukończył uniwersytet we Lwowie, a nie w Lublinie. Nadto uczeni lubelscy chowają urazę, że są dopiero trzecim po Warszawie i Piotrkowie uniwersytetem w kraju. Platyna popełnia kolejny błąd rzeczowy. Jest przemęczona, chciałaby wrócić w pobliże papieża Teodora i służyć mu do Mszy mozarabskiej. Rtęć ucisza ją, bo obawia się, że obudzi się Mosiądz i wrócą do powieści autobiograficznej. Platyna musi jednak jeszcze zostać, by jako Krasiński rozmówić się z Samonem. Samon nie wciela się, jest tylko królem z VII wieku i pisarzem z okresu 1870-1970, a może 1940, autorem A mogło było. Wyjaśnia się los Małeckiego. Zdarzyło się, że Antoni Kowalski z okolicy zbiegu Pilicy  z Wisłą podjął studia nie gdzie indziej tylko w Lublinie. Zdumiony Małecki na jego widok wykrzyknął, że widział go przed czternastu laty, w przełomowy wieczór w kawiarni naprzeciw ministerstwa wojny. Chłopak wyznał, że musiał widzieć jego stryja, do którego jest bardzo podobny. W dwa tygodnie później Małecki został zastrzelony podczas manifestacji przed bramą ministerstwa przez nieznanego sprawcę. Tajemnica zabójstwa marszałka Prądzyńskiego zeszła wraz z nim do grobu. Królestwo polskie przeżyło go zaledwie o półtorej roku. Bohaterowie zastanawiają się czy nie mógł go zastrzelić rotmistrz, by zniszczyć wszelki ślad analizy Kordiana..
V. Doktor Ant podsumowuje dotychczasowe przypadki. W mianowniku pojawił się podmiot, czyli Prądzyński i Mikołaj. W dopełniaczu na pytanie czyje jest królestwo polskie, padła odpowiedź, że także i Mickiewicza. W celowniku padła odpowiedź komu królestwo nie zaszkodziło. Wreszcie w bierniku na pytanie kogo czwarte królestwo bądź zmieniło, bądź zabiło przedstawione zostały losy Słowackiego i Małeckiego. Doktor Ant rozpływa się nad wyjątkowością polskiego wołacza.

### Rozdział czwarty c.d.

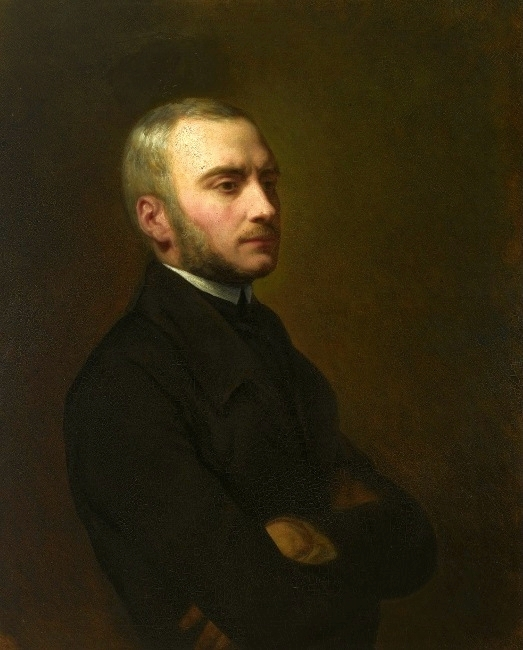
Zygmunt Krasiński

4. Samon spotyka się ostatecznie z Krasińskim. Trafia jednak za granicę trzeciego podrozdziału, gdzie Krasiński nie jest mężem córki leopoldowego Czartoryskiego, lecz Elizy Branickiej i pisze dramaty prozą, a aktualnie polemizuje z Odpowiedzią na Psalmy przyszłości. Nie pogrąży jednak Słowackiego swoją polemiką, coraz też bardziej problematyczna będzie z czasem jego pozycja trzeciego wieszcza. Aby rzeź galicyjska mogła się dla niego okazać tylko snem, Samon, jako były kupiec, proponuje przemycić hrabiego do Wielkiego Księstwa Krakowskiego znajdującego się w unii realnej z Kazimierzem Leopoldem. W czwartym królestwie nie może bowiem poeta liczyć na dobre przyjęcie. Rozmówca Samona ujawnia, że naprawdę jest Srebrem, który zastąpił Platynę, odpoczywającą w gwiazdozbiorze Erydan, chrzcząc na pół lemury, na pół łabędzie. Srebro oskarża Samona o kradzież motywu przeniesienia wspomnień w sen ze sztuki Rostanda Orlątko. Samon z kolei żali się, że Sykariusz z powieści Krasińskiego, nie jest nawet trubadurem jak u Słowackiego, ale dyplomatą w rodzaju Pozza di Borga. Samon uważa zresztą, że książka Krasińskiego o nim jest jego najgorszym utworem. Chwali Braci zmartwychwstańców, jeszcze bardziej Głupotę Nieszawy, Trzy sny papieżycy Joanny, w stylu Eugeniusza Sue, ujawniające papieskie skandale, i najlepszą z powieści, satyryczne Przygody na dworze cesarza Chin. Wyrzuca Krasińskiemu, że upokorzył Słowackiego, aby osłodzić Polowi ślub z córką Ignacego Rzeckiego, posła klubu Marianum, Izabelą, zamiast z córką senatora i księcia Czartoryskiego, która została wydana za Krasińskiego. Samon przywołuje postanowienie umowy dyneburskiej, które, do czasu zaprzysiężenia nowego króla, uznawało za prawowity rząd emigracyjny księcia Adama i generała Skrzyneckiego. Ci zaś uznali traktat, gdy nie powiodły się im dwa zamachy na Prądzyńskiego i próba wywołania powstania majowego nowej szlachty i chłopstwa przeciw arystokracji i mieszczaństwu. W trakcie rozmowy słychać jak odłam lewicowej młodzieży krakowskiej wybija szyby w oknach kościołów dominikanów i franciszkanów. Okazuje się, że w chwili, w której hrabia wdał się w spór z Samonem, tym samym wyraził zgodę na przemycenie go do Krakowa i rzeź galicyjska stała się dla niego snem.
Samon ujawnia Krasińskiemu trudność: nakazane zostało zakończenie powieści w czterech rozdziałach, a ukończyć jej jeszcze nie sposób. Krasiński przyrzeka podjąć walkę w następnym podrozdziale. Obydwaj postanawiają stanąć po stronie pani Ireny czyli Zoe Kiedrzyńskiej przeciw Ochrolubowi. Powracają Platyna i Zoe. Zoe zapowiada, ze nie będzie już więcej rozdziałów w powieści i zarządza odjazd wehikułem czasu na okręt płynący do Meksyku. Mają spaść przed drzwiami kabiny błękitnej. Okazuje się, że statek zbliża się do Veracruz. Zoe obawia się, że kapitan mógłby uciec ze statku, lecz Sykariusz uspokaja ją, że w 1970 nie jest już w stanie przepłynąć do portu. Rozpoczyna się Msza mozarabska pod przewodnictwem Teodora Pierwszego, do której służy Ochrolub. Do statku zbliżają się celnicy. 
5. Mecenas Oktiabrskij wnioskuje o podzielenie również tego podrozdziału na przypadki, ponieważ treść A mogło było… nie została domknięta. Naczelnik Sicca postanawia powołać komisję orzekającą, która po zapoznaniu się z materiałami przywiezionymi z tej powiastki, zdecyduje, czy jej treść rzeczywiście trzeba uzupełnić. Zgadza się jednak na podział podrozdziału na przypadki. Mecenas żąda arbitrażu. Sicca rozstrzyga jednak, że arbitraż będzie miał za zadanie jedynie zapoznanie wszystkich ze zgromadzonym materiałem. Mosiądz zarządza zamknięcie bezokolicznikowej postaci podrozdziału piątego. Bohaterowie wpadają w przypadek pierwszy.

#### Przypadki I-VI - Sąd i arbitraż
I. Komisja orzekająca za zgodą stron powołała na arbitra rewizora Ro. Okazuje się, że Rtęć z doktorem Ant ukryli przed oczekująca ich kontrolą celną wehikuł czasu i telegraf międzyepokowy. Samon skarży się, że Ochrolub nie dotrzymał umowy na powieść o nim. Ro uważa, że treść ocenia się pod kątem jej jakości, a ta jest bardzo wysoka. O Samonie piszą bowiem Słowacki dramat i rapsod, a Krasiński powieść. Ro apeluje, by arbitrażu nie zamieniać w sąd nad autorem, sądem bowiem nad nim jest dotychczasowa treść powieści. Jeśli ibseniści, którzy domagają się czterech rozdziałów, nie ustąpią, arbiter wycofa się z tego podrozdziału i zażąda epilogu. Kiedy Srebro potwierdza cytatem z niemieckiego poety, że Słowacki jest dla Samona perłą, a Krasiński diamentem, Samon wszczyna kolejny spór. Ro uznaje to za obstrukcję, stwierdza, że jako podmiot nie zdobył autorytetu, może zdobędzie go jako dopełnienie.

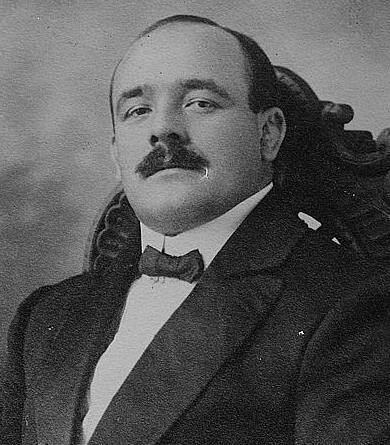
Zbyszko Cyganiewicz

II. Mosiądz cieszy się, że Zoe przechodząc przez kładkę z pierwszego do drugiego przypadku wywichnęła sobie nogę. Wcześniej wybrała się do gwiazdozbioru Erydan i tam chodziła boso po brzegu mlecznego morza. Morze okazało się jednak nie mleczne lecz wapienne i wydelikaciło i zeszpeciło jej stopy. Doktor Ant dopytuje się Mosiądzu o początek obsesji Ochroluba dotyczącej stóp. Mosiądz uznaje to pytanie za najważniejszy problem dla arbitrażu. Jego zdaniem wiąże się ona z zamiłowaniem ojca Ochroluba do francuskich zapasów, które przejął też jego syn. Razem chodzili do cyrku podziwiać pojedynki sławnych mistrzów. Kluczowe znaczenie okazał się mieć pojedynek Zbyszka Cyganiewicza z rosyjskim mistrzem Iwanem Poddubnym lub Muromcem. Cyganiewicz wygrał tę walkę. Jako jedyny jednak walczył boso. Ojciec gorąco go oklaskiwał, a matka spojrzała na niego z niesmakiem i jakby współczuciem, będącym mieszaniną niepokoju, zdumienia i politowania. Ochrolub to zapamiętał. W następnej parze wystąpił Anglik Klementij Bull, urodziwy, ale raczej słaby zawodnik. Jego walka okazała się walką na remis, jak, zdaniem Mosiądzu, współpraca Krasińskiego z Samonem. Doktor Ant przerywa Mosiądzowi wyrzucając go za burtę. Twierdzi, że w trosce o zdrowie pacjenta, w istocie, chce przerwać ten wątek. Naczelnik wątpi czy takie wyjaśnienie przekona meksykańskie władze celne. Okręt nie jest już jednak w Veracruz. Mija kawiarnię w Rotterdamie, wieżyczki w Nowym Orleanie, składy pod Władywostokiem. Zjawia się Krasiński na promie łączącym z poprzednim podrozdziałem, zadowolony ze zmiany sytuacji. Nie wie tylko kto o kim pisze on o Samonie czy Samon o nim. Ro ogłasza tymczasem, że ponieważ dopełniacz został skalany aktem gwałtu, przenoszą się do celownika.
III. Mosiądz wydobyty z morza, pokiereszowany przez rekiny, ma wątpliwości, czy Ochrolub czytał powieść Brieszko-Brieszkowskiego o zapaśnikach w szpitalu wojennym we Władywostoku, czy w Pietropawłowsku sąsiadując z koczowniczymi Kazachami, którzy za niecały rok mieli stracić wszystko, co posiadali. Ku zdumieniu bohaterów kapitan okrętu Ochrolub prawie poddaje się Zoe. Opowieść o zdegenerowanych stopach miała go zrazić, a wywołała współczucie, jak niegdyś w cyrku. Przypomina to Mosiądzowi inną Zoe, Czartoryjską z Ufy, która wstrząsnęła młodziutkim Ochrolubem, biegając boso po zalanym przez ulewę zakładzie ojca, by oszacować szkody i wyznając mu potem, że chce popełnić samobójstwo. Bohaterowie zastanawiają się, że imienia Zoe nie spotyka się w źródłach przed dziesiątym wiekiem, a oto pojawiła się przy Samonie w siódmym wieku, i jak twierdzi Krasiński w swej powieści, była agentką cesarza bizantyńskiego. Wszyscy obawiają się, że Ochrolub złoży pani Kiedrzyńskiej ofiarę ze swej powieści. Rtęć chce go ratować i wymusić na Zoe przedłużenie powieści, przekształcając ją w powieść sensacyjno- detektywistyczną, na przykład rozwiązującą tajemnicę śmierci Antoniego Małeckiego i marszałka Prądzyńskiego. Rtęć chce przywołać Małeckiego i jego rozmowę z Krasińskim w dzień śmierci marszałka. Tymczasem Ro zarządza przeniesienie się do następnego przypadku. Rtęć oczekuje tam kapitulacji pani Zoe. Zjawia się Małecki i wspólnie z innymi recytuje fragment Marii Stuart o śmierci biednego Rizzia, który chciał dobyć z wody twarz księżyca. Mosiądz wspomina, jak to Ochrolub w Charbinie na scenie szkolnej grał rolę Rizzia. Rtęć każe Małeckiemu przywołać wers z Ujejskiego: O, rękę karaj, nie ślepy miecz!
IV. Krasiński i Małecki rozmawiają w warszawskiej kawiarni w dzień zabójstwa Prądzyńskiego, o tym czy Bothwell z Marii Stuart Słowackiego ma zadatki na detektywa. Krasiński stoi na stanowisku, że Bothwellem powoduje pragnienie zemsty, które go dyskwalifikuje. Małecki wypomina mu, że za jedenaście lat na jubileuszu Pola zemści się na Słowackim. Krasiński uświadamia mu jednak, że o ile poza powieścią mógłby się mścić za Bobrową lub Odpowiedź na Psalmy przyszłości, w czwartym królestwie nie ma pomiędzy nim a Słowackim powodów do nienawiści. Burgund ostrzega Małeckiego, że Krasiński mu tego nie wyjaśni. Małecki oskarża o ten stan zanik indywidualnego mecenatu, który powodował, że wytwór artysty był przeznaczony jedynie dla kilku osób. Rozmówcy zastanawiają się czy Ochrolub nie jest tego rodzaju artystą, który gotów byłby wykonać swoją pracę dla jednej tylko Ireny. Dochodzą jednak do wniosku, że każdy artysta chce, by jego dzieło przetrwało i miało jak najwięcej odbiorców. Doktor Ant odmawia Ochrolubowi prawa do większej publiczności. Sięganie po odległe wątki z jego życia przyrównuje do schodzenia ku rzece w czerwcu z łyżwami w worku. Obecni, głównie Ant i Ro zagłębiają się w rozważanie, czy można uzasadnić taką sytuację. Dochodzą do wniosku, że uzasadniałaby ją chęć sprzedaży łyżew, którą trzeba by ukryć przed bojkotem opinii publicznej. Ro i Burgund oskarżają doktora o zajadłą nienawiść do Ochroluba. Ro domaga się opuszczenia przez niego podrozdziału. Żądanie arbitra wetuje jednak komisja orzekająca: Naczelnik i Oktiabrskij, który chce się dowiedzieć dlaczego Burgund z takim uporem narzuca wszystkim metaforę garncarską. Tymczasem na pokładzie zjawiają się władze celne i wzywają Naczelnika i doktora Anta. Arbiter Ro ma dalej wyjaśniać kwestię łyżew w czerwcu oraz metafory garncarskiej Burgunda. Władze celne zalecają również przeniesienie się do następnego przypadku. Małecki zostaje wysłany do podrozdziału trzeciego i wraca z ministrem Mickiewiczem. 
V. Bohaterowie przenoszą się do wołacza. Ro ogłasza konkurs na paszport dyplomatyczny, który zapewni zwycięzcy nietykalność. Warunkiem zwycięstwa jest podanie marki łyżew niesionych nad rzekę w worku, z obawy przed bojkotem. Mecenas Oktiabrskij wyjaśnia sytuacje międzynarodową. Państwa Alfa i Omega z monarchii absolutystycznej przekształcają się w despotyczne. Państwo Delta, będące nadal monarchią konstytucyjną, stanowi dla nich zagrożenie, dlatego próbują uzależnić je gospodarczo zalewając rynek Delty swoimi produktami, między innymi tańszymi łyżwami. Społeczeństwo Delty bojkotuje te marki łyżew i sprzedawcy zmuszeni są je wycofać. Na rynku pojawiają się droższe łyżwy powstałe w koprodukcji wytwórców Delty i monarchii konstytucyjnej San, ale podejrzliwe społeczeństwo je również bojkotuje. Mecenas nie zna jednak ich marek. Tymczasem za celnikami na pokład wstępuje czarna brygada. Paszport powinien by więc trafić w ręce osoby najbardziej zagrożonej. Małecki, papież Teodor i Burgund znają te marki, lecz nic im nie zagraża. Mickiewicz nie zna ich, ale również nie czuje się zagrożony. Srebro ustala, że znak San może oznaczać jedynie Szkocję , Szwajcarię lub Szwecję. Szkocja nie jest jednak suwerenna, a Szwajcaria jest republiką. Natomiast Szwecja jest monarchią konstytucyjną i do Polski skierowała trzech swych przedstawicieli z dynastii Waza. Wazami zaś nazywa Burgund wszystkie dzieła Ochroluba, tak więc musi brzmieć nazwa marki zagranicznej. Srebro nie może jednak odebrać nagrody, bo nie zna marki krajowej. Rtęć zwraca się do papieża, by skorzystał ze swej władzy rozwiązywania wszystkiego na ziemi i w niebie i zwolnił Ro z ograniczających go zasad konkursowych. Papież nie może jednak rozwiązać wiążących Ro reguł, bo te są gnostyczne: marcjonicko-walentyniańskie, nie pochodzą ani z Ziemi, ani z Niebios, lecz z piekła. Dalsze zabiegi przerywa pojawienie się członków czarnej brygady. Bohaterowie nie mogąc się bronić w wołaczu, decydują się na przejście do narzędnika. Zjawia się pani Zoe, odgaduje markę łyżew krajowych: Kordian i odbiera nagrodę.
VI. Ro ogłasza ludziom i metalom, że zostali zmanipulowani przez papieża Teodora, który skłonił ich, aby przeszli do narzędnika, który jest przyporządkowany sobocie, a więc i spoczynkowi i oczekiwaniu szabatu. W związku z tym ograniczone zostały ich prawa do sądzenia. Sąd, który będą wydawać ma dotyczyć przyszłości, mogą orzekać tylko po co, a nie za co osądzają Ochroluba. Sam Ro oświadcza, że jego rola kończy się i odchodzi do gnostyckiego ojca. Papież chce się udać do kabiny różowej, gdyż jest to jego kabina. Ro protestuje. Ekscelencja przypomina mu napis na kapie: zarezerwowana i wyjaśnia, że dotyczył on kabiny. Zjawia się naczelnik i pyta panią Zoe, dlaczego wycofała oskarżenie przeciw Ochrolubowi i zarzuca jej przyjęcie łapówki. Zoe zasłania się paszportem dyplomatycznym i zezwoleniem laissez passer podpisanymi przez Majstra. Kim jest Majster metalom nie udało się ustalić, choć pytali u najróżniejszych mędrców. Najwyraźniej jednak zna go Zoe. 
Rozpoczyna się proces. Doktor Ant potępia kapitana okrętu, aby już nigdy nie przeceniał swojej pamięci i aby nie propagował dalej opinii o obumieraniu sztuki powieściopisarskiej. Rotmistrz trzykrotnie przerywa doktorowi, za co powinien, zgodnie z regulaminem utracić prawo głosu. Ro zorientowawszy się w jego chęci uniknięcia wydania sądu, zmienia zasadę i powołuje go, jako Burgunda zaraz po Ancie. Za pertraktacje z rotmistrzem, który wycofuje się z terminologii garncarskiej, Ro zostaje odwołany. W jego miejsce ma zostać wybrana postać autentycznie historyczna i biologiczna. Ostatecznie za takie zostają uznani doktor Ant i Samon, cieszący się poparciem władz portowych. Ponieważ władze cieszyłyby się, gdyby wybór zapadł przez aklamację, zostaje zgłoszony wniosek o głosowanie przez aklamację. Za wnioskiem pada 7 głosów, a przeciw - 8. Okazuje się jednak, że wniosek można odrzucić jedynie większością 2/3 głosów. Kolejny telefonogram władz portowych wyjaśnia, że metale nie mogą głosować indywidualnie, a jedynie zbiorowo. Metale postanawiają nie brać udziału w kolejnym głosowaniu. Nie zapewnia to jednak rozstrzygnięcia. Naczelnik wzywa wówczas do poświęcenia się i zaparcia się swoich przekonań i głosuje za wnioskiem. Ostatecznie wniosek przechodzi stosunkiem głosów 8:4 (nie zmieniają zdania jedynie Oktiabrskij, Ro, Małecki i Zoe). Samon wyrzeka na głupotę tych, którzy w grzmocie aklamacji dopatrują się triumfu tyranii i terroru. Mickiewicz proponuje amnestię, Samon nie widzi jednak powodu, by uwalniać tych, którzy nie klaskali po aklamacji. Zamierza ich posłać do pracy w kopalniach, aby darmo nie jedli chleba. Postara się, by mnich Jonasz został wydalony ze skryptorium do pracy przy pługu. Samon uważa bowiem za Labudą, że przetrzepał nieźle Longobardów i Austrazjan i ma możliwości, by osądzić Jonasza. Srebro i Oktiabrskij inaczej jednak odczytują tekst Pseudo-Fredegara. Samon uważa się za wielkiego władcę i powołuje się z kolei na fakt, że Krasiński napisał o nim książkę. Jeśliby Krasiński chciał teraz zaprzeczyć, ześle go do kopalni. Zjawia się papież Teodor i proponuje przenosiny do kolejnego przypadku. Samon jednak nie pozwala. Teodor ogłasza rewolucję: przeniesienie się do nowego rozdziału bez podrozdziałów i przypadków.

### Rozdział piąty - Epilog

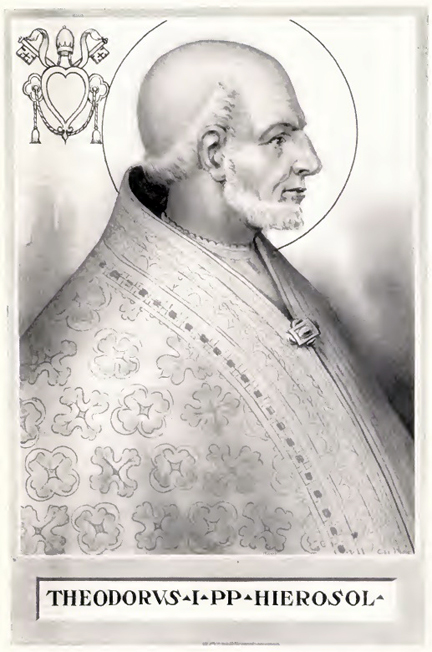
papież Teodor I

Naczelnik Sicca domaga się sprowadzenia do piątego rozdziału Burgunda. Papież Teodor sprzeciwia się temu, powołując się na to, że Burgund nie występował w pierwszym rozdziale. Naczelnik proponuje więc powrót do czwartego królestwa, ale i temu Teodor się sprzeciwia. Nie ma tam dla niego odpowiedniej roli, ani Grzegorz XVI, ani Pius IX nie mają powodu pojawić się w polskim królestwie. Papież Teodor chciałby natomiast zostać namiestnikiem Galicji, nie Andrzejem Potockim, bo ten został zastrzelony, ale jego poprzednikiem, Leonem Pinińskim. Proponuje obsadzić Burgunda w roli Bruna, ojca Ochroluba i zaaranżować spotkanie ich obydwu we Lwowie. Pomysłowi sprzeciwia się Mosiądz. Pisarstwo autobiograficzne musi ściśle odpowiadać faktom, a Leon Piniński przestał być namiestnikiem, zanim Bruno opuścił Rosję. Ekscelencja zgadza się zostać namiestnikiem Potockim, ale w ostateczności, jeśli załatwienie sprawy w czwartym królestwie okaże się niemożliwe. Rtęć zastanawia się, dlaczego Mosiądz uważa, że skoro Krasiński pisze o Samonie, a Samon o Krasińskim, to z tego impasu nie ma wyjścia.
Naczelnik wznawia postępowanie sądowe w czwartym królestwie. W rozmowie z Burgundem kreśli obraz jego doskonałej równowagi i praworządności. Burgund zgłosił się doń z pytaniem czy wydanie Króla Ducha nie spotka się ze sprzeciwem władzy państwowej. Pytanie wydaje się naczelnikowi szczególne, bo w królestwie nie ma cenzury. Poemat nie okazał się tym, czego od niego oczekiwano, szczególnie dla Marianum, które chciało być mostem łączącą Rosję mikołajowską z zachodnim chrześcijaństwem, w co poemat uderza. Marianum szuka więc pomocy u państwa, by zablokowało druk utworu. Naczelnik wysyła rotmistrza, by zajął rozmową prałata Antoniewicza, przez czas, gdy on będzie rozmawiał z ministrem Mickiewiczem, któremu jego wydział podlega. Doktor Antoniewicz zaprzecza możliwości zmiany ustawodawstwa małżeńskiego, w sposób, którego domaga się Słowacki, to jest, by ten sam ksiądz był uprawniony rozwieść panią Bobrową z jej mężem Teodorem i połączyć ją ze Słowackim. Ksiądz Antoniewicz wybrał się w podróż do wieku trzydziestego, skąd wracając, otarł się o Warszawę o wiek późniejszą i wydała mu się równoczesną z dziewiętnastowieczną przez ten sam brak zdecydowania w stosunku do pewnych sytuacji. Oto, chcąc sprawdzić pisownię słowa kazn', biegał po tej i po tamtej Warszawie i w żadnej nie umiał dostać Borysa Godunowa Puszkina w oryginale. Rotmistrz podejrzewając księdza prałata o planowanie zamachu na ministra oświaty, ostrzega go o grożącym mu dożywociu. Ksiądz Antoniewicz nie planuje jednak zamachu. Udał się w podróż w czasie, aby odczytać, co odpowiedziałby Krasiński Samonowi, grożącemu artyście zesłaniem do pracy w kopalni w kagańcu. Z trzydziestowiecznej fotografii myśli wynika, że chciał powiedzieć sześć słów: Nie kazn' straszna, straszna twoja niemiłost. Utrącił je papież Teodor korzystając z dwuznaczności słowa kaganiec i wykorzystując wiersz Słowackiego o kamieniach rzucanych na szaniec. Papież uważał, że te sześć słów czyni zbyteczną wszelką literaturę, która staje się tylko komentarzem do nich. Tak naprawdę bowiem ludzie podlegli jakiejkolwiek zwierzchności nie pragną otrzymać od niej miłości, lecz uniknąć jej niełaski. Metale podejmują dyskusję nad niepodzielnością rozdziału zagwarantowaną Samonowi. Oktiabrskij widzi w tym chór, kończący pierwszy epizod rozdziału.

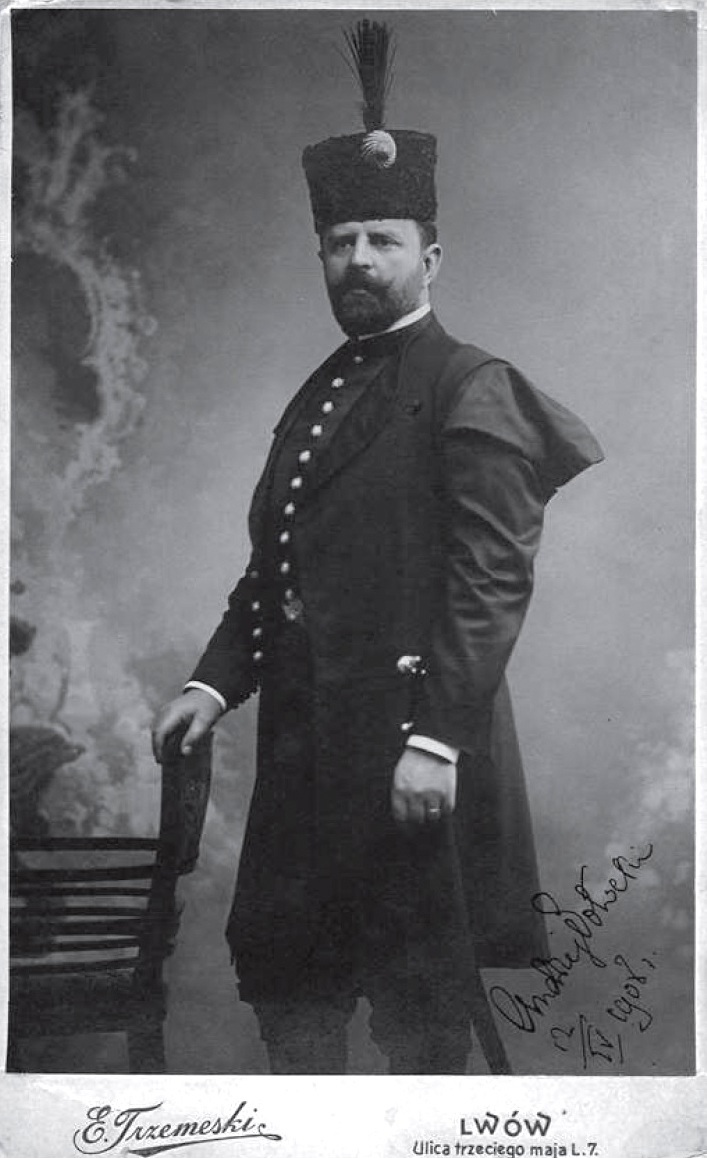
Andrzej Potocki, namiestnik Galicji

W toku dalszej rozmowy Burgunda z księdzem Antoniewiczem wyjaśnia się, że ksiądz prałat występował już w narzędniku poprzedniego rozdziału. Rotmistrz ustala jego imiona: Wandalin Maria. Mosiądz dopowiada, że w Charbinie jeszcze Ochrolub poznał Wandę Antoniewicz, którą skojarzył z Zoją z zalanego zakładu ślusarskiego ojca. To oraz tytuł doktora tłumaczy pseudonim doktora Anta. Doktor Ant tożsamy z prałatem Antoniewiczem jest też papieżem Teodorem. Rotmistrz próbuje zgadnąć po co na tym etapie powieści nowa postać i jak się dostała na okręt. Zgaduje, że prałat Antoniewicz jest pilotem. Aby poznać inne role prałata musi udać się do Lwowa na spotkanie z namiestnikiem Galicji, jako Bruno, ojciec Ochroluba. Metale rozważają jak powinien zostać ubrany i w jakim języku mówić, aby nie wzbudzać podejrzeń w namiestniku. Ustalają też, że we Lwowie znalazł się w wyniku złośliwości władz rosyjskich. W studenckiej czapce i pelerynie Bruno zwraca się do namiestnika po łacinie z prośbą o pomoc w kwestii związanej z prawem małżeńskim. Ekscelencja jest zakłopotany. Jakkolwiek władze austriackie uważają się za liberalne, nie jest w stanie pomóc. Sprawę udałoby się być może załatwić na gruncie pruskiego ustawodawstwa cywilnego i to wykorzystując specyficzną atmosferę Berlina i metodę arcybiskupa Kohna, z całym bagażem dowcipów jego dotyczących. Student odpowiada cytatem z Dalekiej księżniczki Rostanda na temat miłości. Namiestnik dziwi się, że niby buntownik z tego studenta (w seminarium i na uniwersytecie) a w miłości przywołuje łzy i marzenia. Tak samo za trzydzieści parę lat będzie przemawiał do zielonookiej Marylki jego syn, cytując Słowackiego. Naczelnik popełnia jednak błąd cytuje Beniowskiego: Staliśmy jak dwa sny. W czwartym królestwie Słowacki nie napisał  Beniowskiego. Burgund nie miał jak poznać cytatu. Namiestnik informuje Bruna, że policja rosyjska przekonała austriacką, że jest on groźny dla porządku publicznego. Radzi mu uciekać w przeszłość lub w przyszłość, ewentualnie pozostać we Lwowie i ukryć się do czasu aż go powieszą za zastrzelenie namiestnika w roku, gdy w Charlottenburgu urodzi się jego syn. Burgund Zostaje zdemaskowany. Namiestnik dostał bowiem informację od policji rosyjskiej, że prawdziwy Bruno …tzki, przekroczył granicę daleko na północy. Burgund prosi o przebaczenie. Dostaje propozycję przeniesienia w przeszłość, do powieści Samona o Krasińskim lub Krasińskiego o Samonie, w VII lub XIX wiek, ewentualnie w przyszłość do pracy rzeczoznawcy w Ireneum. Namiestnik uświadamia Burgunda, że jest w tym miejscu powieści nielegalnie, bo mogą się w nim pojawić tylko ci bohaterowie, którzy wystąpili w pierwszym rozdziale. Ostatecznie zapewnia mu powrót do czwartego królestwa.
Burgund powraca do rozmowy z księdzem doktorem Antoniewiczem, który zapewnia go, że po wyprawie do Lwowa, ma wystarczającą wiedzę na temat tego, w jakim charakterze Antoniewicz zjawił się na okręcie, usłyszał bowiem fragment z Beniowskiego, który stanowi rozwiązanie. Ostatecznie, po kilku nieudanych próbach Burgunda, podpowiada mu, że dokonał w porcie transakcji, stając się nowym właścicielem statku, a więc i nowym Majstrem Ochroluba. Musiał jednak przyjąć ultimatum, że statek nie wejdzie do portu i albo zostanie zamieniony w hotel na wodzie, albo zezłomowany, albo wyruszy w dalszą drogę. Ksiądz nie chce zlikwidować statku. Obawia się też, że podróżując dalej, otrzymawszy zakaz zawijania również do innych portów, zamieniłby okręt w rodzaj statku-widma. Zdecydowawszy się na  hotel na wodzie zaprasza Burgunda jako gościa. Informuje go też, że zaprosił wszystkich pozostałych: jedenaścioro przyjęło zaproszenie, a czworo lub pięcioro odmówiło. Doktor nadał mu formę zaproszenia na bal maskowy, nie wiadomo więc, kto zaproszenie przyjął, a kto odrzucił. Potwierdzeniem było założenie różowej maski i kapy, odmową - czarnych. Rotmistrz żałuje, że nie było go na balu. Doktor pociesza go, że dzięki temu zdobył wiedzę jak się będzie nazywał hotel. Pojawiają się uczestnicy balu. Postać identyfikowana jako Srebro niesie transparent: Spodziewajcie się w hotelu nawodnym przygody wielce emocjonującej. Rotmistrz spodziewa się burzy, ucieczki z portu lub wędrówki maszyną czasu w epokę Juliana Apostaty i dwóch Izajaszy. Doktor nie chce jednak na pokładzie Rtęci, która uczyniłaby z hotelu ciąg dalszy Muzy dalekich podróży. Chce powieści historyczno-metafizyczno-autobiograficznej, bez fantastyki. Podróże w czasie zapewniałaby w niej Metafizyka chrześcijańska, dla której równoczesność czwartego i dwudziestego wieku nie stanowi problemu. Rotmistrz przypomniał sobie przywiezioną ze Lwowa frazę Słowackiego, której on nigdy nie napisał: Staliśmy jak dwa sny Doktor ogłasza ją nazwą hotelu nawodnego, a właściwie wielkiej przygody w hotelu i zarazem kontynuacją Muzy dalekich podróży. Metale podsumowują: skończyła się jedna powieść, poczęła się nowa, a przecież navigare necesse est.